# Violetta (serial telewizyjny)

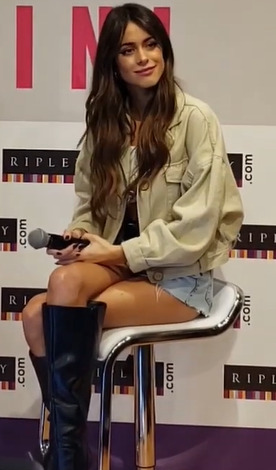
Martina Stoessel

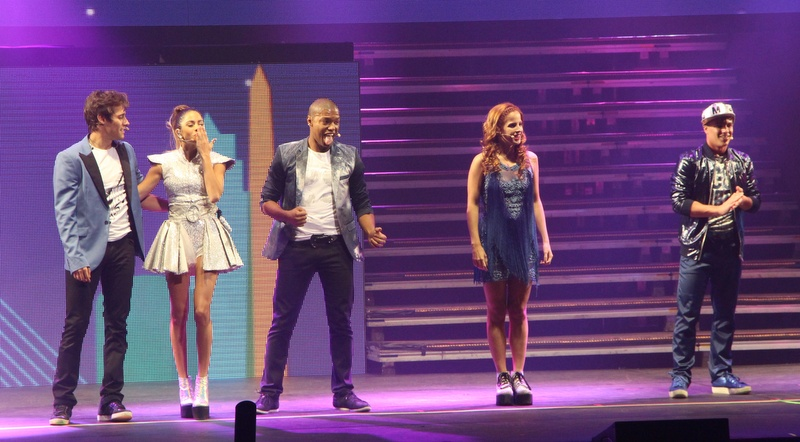

Violetta – argentyński serial telewizyjny stworzony przez Pol-ka Producciones we współpracy z oddziałami Disney Channel (m.in. Ameryka Łacińska, Europa, Azja i Afryka), którego premiera odbyła się 14 maja 2012 roku. Od 14 czerwca 2022 dostępny w Polsce na platformie Disney+.
W Polsce serial premierowo emitowany był na kanale Disney Channel od 18 lutego 2013, a emisja pierwszej serii na kanale TVN 7 odbywała się od 1 września 2014 do 7 lutego 2015 roku. Od 3 lipca do 22 października 2015 roku stacja TVN Fabuła wyemitowała ponownie pierwszy sezon.

## Fabuła

### Sezon 1
Violetta (Martina Stoessel) to dziewczyna, która nie jest świadoma swojego talentu do śpiewania. Odziedziczony po swojej matce, słynnej piosenkarce, która zginęła w wypadku, gdy Violetta miała 5 lat. Jej ojciec Germán (Diego Ramos) to człowiek sukcesu, który pragnie chronić córkę ukrywając przeszłość, aby nie podążyła tą samą drogą co jej matka. Schował wszystkie rzeczy po żonie na strychu i trzyma je pod kluczem.
Po tragicznym wypadku Violetta wraz z ojcem przeniosła się do Madrytu. Wychowywana samotnie, z dala od rówieśników. Ojciec świadomy talentu córki pozwalał jej na kontakt z muzyką, ale jedynie na lekcje gry na pianinie.
Wszystko się zmieniło, gdy wrócili do rodzinnego miasta, Buenos Aires. Violetta rozpoczęła naukę gry na fortepianie w prestiżowej szkole muzycznej Studio 21. To tu poznała swoją ciocię Angie (Clara Alonso), nauczycielkę i trenerkę, która uświadomiła ją o jej wielkim potencjale. Poznała również dwóch chłopaków, Thomasa i Leóna, w których się zakochała.

### Sezon 2
Violetta po wakacjach wraca do Studia, które teraz nosi nazwę On Beat Studio. Spotyka swoich przyjaciół i Leóna (Jorge Blanco), który znalazł nową pasję – motocross. Po pewnym czasie Violetta i León znów są razem, ale na ich drodze stają Diego (Diego Domínguez) i Lara (Valeria Baroni).

### Sezon 3
Po niezwykle udanej europejskiej trasie z YouMix uczniowie wracają do Buenos Aires na ostatni rok zajęć. Ich marzenia i ambicje pozostały takie same, będą jednak musieli zmierzyć się z nowymi wyzwaniami i przeszkodami. Z czasem Studio będzie miało poważne problemy finansowe, z którymi wszyscy będą się musieli zmierzyć.

## Obsada

### Główna obsada
- Diego Ramos – Germán Castillo
- Martina Stoessel – Violetta Castillo
- Pablo Espinosa – Tomás Heredia (seria 1)[4]
- Jorge Blanco – León Vargas
- Diego Domínguez – Diego Hernández (seria 2-3)
- Mercedes Lambre – Ludmiła Ferro
- Nicolás Garnier – Andrés Calixto
- Alba Rico – Natalia „Naty” Vidal
- Lodovica Comello – Francesca Cauviglia
- Candelaria Molfese – Camila Torres
- Facundo Gambandé – Maximiliano „Maxi” Ponte
- Ruggero Pasquarelli – Federico Paccini (sezon 3)[5]
- Simone Lijoi – Luca Cauviglia (seria 1)
- Samuel Nascimento – Broduey Silva[6]
- Rodrigo Velilla – Napoleón „Napo” Ferro (seria 1)[7]
- Artur Logunov – Braco (seria 1)
- Xabiani Ponce De León – Marco Tavelli (seria 2-3)[8]
- Valeria Baroni – Lara Jiménez (seria 2)[9]
- Macarena Miguel – Gery López (seria 3)[10]
- Damien Lauretta – Clément Galán (seria 3)
- Clara Alonso – Ángeles „Angie” Carrará[11]
- Florencia Benítez – Jade LaFontaine
- Joaquín Berthold – Matías LaFontaine
- Florencia Ortiz – Priscila Ferro (seria 3)[12]
- Mirta Wons – Olga „Olgita” Patricia Peña[13]
- Alfredo Allende – Lisandro Ramallo
- Rodrigo Pedreira – Gregorio Casal
- Pablo Sultani – Roberto „Beto” Benvenuto
- Ezequiel Rodriguez – Pablo Galindo
- Carla Pandolfi – Esmeralda Di Pietro (seria 2)[14]
- Valentina Frione – Jacqueline „Jackie” Saenz (seria 2)[15]
- Rodrigo Frampton – Milton Vinícius (seria 3)[16]
- Diego Alcalá – Marotti (sezon 3)[17]
- Alberto Fernández de Rosa – Antonio Fernández Vallejo[18]
- Nacho Gadano – Nicolás Galán (seria 3)[19]

### Drugoplanowa obsada
- Germán Tripel – Rafael „Rafa” Palmer (seria 1)
- Nilda Raggi – Angélica Carrará (seria 1)
- Nicole Luis – Laura (seria 1)
- Nikole Castillo – Andrea (seria 1)
- Lucía Gil – Lena
- Gerardo Velázquez – Dionisio „DJ” Juárez (seria 2)
- Luis Sabatini – Oscar Cardozo (seria 2)
- Paloma Sirvén – Emma Toledo (seria 2)
- Gaya Gur Arie – Libi (seria 2)
- Justina Bustos – Ana (seria 2)
- Soledad Comasco – Marcela Parodi (seria 2-3)
- Leo Bosio – Juan (seria 3)
- Javier LQ – Felipe Díaz (seria 3)
- Justyna Bojczuk – Matylda (seria 3)
- Óscar Sinela – Ezequiel (seria 3)
- Julía Martínez Rubio – Brenda (seria 3)

### W pozostałych rolach
- Victoria Racedo – María Saramego (seria 1)
- Joaquin Mendez – Luis (seria 1)
- Iara Muñoz – Agustina „Agus” Heredia (seria 1)
- Martín Pavlovsky – Psycholog (seria 1-3)
- Mariano Musimeci – Dr Lombardo (seria 1)
- Francisco Benvenuti – Sr. Améndola (seria 1)
- Laura Fernández – Milagros (seria 1)
- Thiago Batistuta – Gustavo (seria 1)
- Jesús Villegas – Charlie (seria 1)
- Pedro Maurizi – Mistrz Zambrano (seria 1)
- Sumi Justo – Mara (seria 1)
- Yasmim Manaia – Valeria (seria 1)
- Agustina Cabo – Ambar Di Pietro (seria 2)
- Marty Petrucci – Martina Cauviglia (seria 2)
- Fernando Dente – Martín Rosetti (seria 3)
- Cumelén Sanz – Malena Consiglieri (seria 3)
- Teo Simeone – Teo Lombardo (seria 3)
- Thomas Lepera – Daniel Paladino (seria 3)
- Camila Sol Munari – Oriana Lambert (seria 3)
- Sofia Golden – Sofía Ortega (seria 3)

### Prawdziwi artyści
- College 11 – sezon 1, odcinek 34; sezon 2, odcinki 57-59
- Rock Bones (zespół) – sezon 1, odcinek 34; sezon 2, odcinek 53; sezon 3, odcinek 20
  - członkowie zespołu jako bohaterowie serialu Peter Punk wystąpili w wielu innych odcinkach: Juan Ciancio jako Peter, Gastón Vietto jako Mateo i Guido Pennelli jako Sebastian.
- Bridgit Mendler – sezon 2, odcinek 11
- Ross Lynch – sezon 3, odcinki 69-70
- R5 – sezon 3, odcinek 70

## Bohaterowie
- Violetta Castillo (Martina Stoessel) – Violetta to bardzo utalentowana nastolatka, wychowująca się pod okiem surowego i nadopiekuńczego ojca, który ukrywa przed nią wszelkie informacje o jej zmarłej matce. Po kilku latach spędzonych w Europie Violetta powraca do rodzinnego Buenos Aires w Argentynie, gdzie poznaje swoją guwernantkę Angie, która tak naprawdę jest jej ciotką, chcącą wyjawić jej całą prawdę o jej matce.
- León Vargas (Jorge Blanco) – pochodzi z bogatej rodziny i nigdy nie musiał zajmować się pracą. León jest uczniem szkoły muzycznej i posiada wielki potencjał. Początkowo zamierzał zdobyć serce Violetty, tylko po to, by odegrać się na Tomásie, który podobał się jego dziewczynie, Ludmile. Później się w niej zakochał. W późniejszym czasie staje się rozdarty pomiędzy muzyką a motocrossem, ostatecznie jednak wybiera muzykę.
- Diego Hernández (Diego Domínguez) – pochodzi z Hiszpanii, a w dniu przyjazdu jest olśniony talentem i pięknem Violetty. Z jego arogancją i sposobem „złego faceta”, nie da się pokonać. Jest przyjacielem Ludmiły, z którą przyjaźni się tak naprawdę od dziecka. W trzecim sezonie Diego zmienia się na lepsze i zakochuje się we Francesce.
- Francesca Cauviglia (Lodovica Comello) – jest bystrą i bardzo koleżeńską dziewczyną. Wie, że nauka w szkole muzycznej kosztuje jej rodzinę wiele wyrzeczeń. Urodziła się we Włoszech, podobnie jak jej brat, Luca. Francesca była zakochana w Tomásie i na początku nieco zazdrosna o Violettę, ale potem zaprzyjaźnia się z nią. W szkole Francesca kumplowała się z Camilą i Maxim. W drugim sezonie Francesca zakochuje się w Marco, ale rozstaje się z nim na początku trzeciego sezonu. W trzecim sezonie zakochuje się w Diego.
- Ludmiła Ferro (Mercedes Lambre) – jest odlotową, efektowną uczennicą szkoły muzycznej. Stara się być divą, ale jednocześnie jest arogancką kłamczuchą oraz manipulantką. Ma obsesję na punkcie swojego wizerunku i pragnie bez przerwy znajdować się w centrum zainteresowania. Zawsze sięga po to, czego chce. Jak każdy czarny charakter, ma swojego poplecznika: Natalię. Z czasem pod wpływem Federico, zacznie się zmieniać na lepszą osobę.
- Germán Castillo (Diego Ramos) – ojciec Violetty. Genialny inżynier, właściciel międzynarodowego przedsiębiorstwa budowlanego. Jest inteligentny i surowy. Po śmierci żony stał się nadopiekuńczy wobec Violetty, ale pod płaszczykiem stanowczości skrywa naprawdę wielkie serce. Starając się to ukryć, tak naprawdę zakochany jest w swojej szwagierce – Angie.
- Ángeles „Angie” Carrará (Clara Alonso) – jest żywiołowa, rozrywkowa, charyzmatyczna, kocha muzykę i sztukę. Jest siostrą zmarłej żony Germána. Po śmierci swojej siostry Angie bezskutecznie próbowała skontaktować się siostrzenicą, więc gdy ta wróciła do Buenos Aires, udała, że jest jej nową guwernantką tylko po to, aby móc być blisko niej. Angie jest też nauczycielką śpiewu i w tajemnicy przed Germánem odkryła przed Violettą jej wokalny talent. Zrobi wszystko, by chronić i dbać o swoją siostrzenicę. Choć wie, że to jest niemożliwe, bo Germán jest jej szwagrem, i starając się to ukryć, Angie jest w nim zakochana.
- Camila Torres (Candelaria Molfese) – zabawna, wesoła, mająca bardzo silne poczucie sprawiedliwości. Walczy o swoje przekonania i zdolna jest zrobić wszystko dla swoich znajomych. Jej najlepszymi przyjaciółmi są Maxi i Francesca. Camila marzy o karierze piosenkarki. Jest w dość zwariowanym związku z Brodueyem.
- Maximiliano „Maxi” Ponte (Facundo Gambandé) – najlepszy tancerz w szkole muzycznej, specjalizuje się w tańcu ulicznym. Jest zabawny, pomysłowy, bystry i pełen ambitnych planów na przyszłość. Wie, że jego życie będzie związane z muzyką. Gra na keyboardzie i syntezatorze. Tworzy też basowe podkłady na swoim komputerze i marzy, by pewnego dnia wydać własną płytę. Łatwo się zakochuje, ale nie ma zbyt wiele szczęścia do dziewczyn, więc często wpada w tarapaty, próbując przekonać do siebie swoją wybrankę. W końcu znajduje swoją bratnią duszę w Naty, z którą tworzy związek.
- Tomás Heredia (Pablo Espinosa) – Chłopak z Hiszpanii. W Buenos Aires odkrywa swój talent i zaczyna pracę jako asystent Beto, a potem uczęszcza do szkoły muzycznej. W swoich piosenkach ukazuje uczucia i swój charakter. Wraca do Hiszpanii na końcu pierwszego sezonu.
- Natalia „Naty” Vidal (Alba Rico Navarro) – jest prawą ręką Ludmiły, choć czasem pełni bardziej rolę dziewczyny na posyłki. Jest ładna, ale nie olśniewająca. Pasją jej życia jest moda. Naty jest doskonałą tancerką i piosenkarką, ale Ludmiła nie pozwala jej zabłysnąć tak, jak na to zasługuje. Jej chłopakiem jest Maxi.
- Federico Paccini (Ruggero Pasquarelli) – kulturalny i sprawiedliwy chłopak, umie bronić swoich racji. Wbrew sobie, zakochuje się w Ludmile. Zamierza zrobić wszystko, aby dziewczyna zrzuciła z siebie maskę złośnicy.
- Andrés Calixto (Nicolás Garnier) – najlepszy przyjaciel Leóna. Jest odrobinę niezdarny i roztrzepany, a także niezwykle asertywny. Czasem trzeba mu coś dwa razy powtórzyć, ale i tak jest bardzo pewny siebie.
- Clément Galán (Damien Lauretta) – chłopak z Francji. Pojawia się w serialu trzecim sezonie. Kocha śpiewać i tańczyć, i chciałby uczyć się muzyki w Studio On Beat, ale jego ojciec mu na to nie pozwala. Dostaje się do Studia pod ukrytą tożsamością jako „Alex”. Wkrótce jego prawdziwa tożsamość zostaje ujawniona i jego ojciec akceptuje w końcu jego marzenia. Zakochany w Violetcie, i dlatego współpracuje z Gery, żeby rozdzielić Violettę i Leóna. Wkrótce potem zakochuje się w Gery.
- Marco Tavelli (Xabiani Ponce De León) – pochodzi z Meksyku. Jest przyjacielem Diego oraz świetnym gitarzystą. Zakochany we Francesce, z którą tworzy związek w drugim sezonie, ale rozstają się na początku trzeciego sezonu. W trzecim sezonie wyjeżdża do wymarzonej szkoły muzycznej w Londynie.
- Braco (Artur Logunov) – inteligentny i odrobinę szalony. Wydaje się żyć we własnym świecie. Doskonały tancerz, specjalizujący się w poppingu i hip-hopie. Po wyglądzie i akcencie można poznać, że jest obcokrajowcem, ale nigdy nie zdradził, skąd tak naprawdę pochodzi. Mówi kilkoma językami. Jest oczarowany Violettą.
- Lara Jiménez (Valeria Baroni) – niezależna, silna dziewczyna, a jednocześnie piękna i wrażliwa. Pracuje przy motorach, tak też poznaje Leóna. Chodzi z nim przez jakiś czas, jednak zrywają z powodu miłości Leóna do Violetty.
- Gery López (Macarena Miguel) – pojawia się w serialu w trzecim sezonie, gdy przez przypadek poznaje Leóna. Zakochuje się w nim i zrobi wszystko, by zdobyć jego miłość, i dlatego współpracuje z Clémentem, żeby rozdzielić Violettę i Leóna. Jednak później, wbrew sobie, zakochuje się w Clémentcie.
- Napoleón „Napo” Ferro (Rodrigo Velilla) – zgodnie ze swym imieniem, Napo ma w sobie coś z Napoleona. Jest dobrym kumplem i wiecznie szuka akceptacji otoczenia. Do egzaminu wstępnego przystąpił wspólnie z Violettą i zdał go bez problemu dzięki wielkiemu talentowi do śpiewu i tańca.
- Luca Cauviglia (Simone Lijoi) – brat Franceski, właściciel sąsiadującej ze szkołą muzyczną restauracji Restó Bar, gdzie uczniowie z reguły spędzają wolny czas. Silna osobowość oraz imponujący wzrost sprawiają, że uchodzi za osobę bardzo wybuchową, ale z czasem ludzie dostrzegają w nim naprawdę porządnego gościa. Luca jest bardzo ambitny i zdaje sobie sprawę, że może wykorzystać talent uczniów szkoły muzycznej, by przyciągnąć klientów. Zamienia swój lokal w Restó Band, gdzie zamierza organizować koncerty na żywo oraz, w miarę możliwości, śpiewać własne piosenki. Luca, niezależnie od prowadzenia rodzinnego interesu, chciałby bowiem zostać artystą, tak jak jego siostra.
- Broduey Silva (Samuel Nascimento) – uczeń szkoły muzycznej, pochodzi z São Paulo. Jest doskonałym tancerzem. Camila jest w nim zakochana i zrobi wszystko, by zdobyć jego miłość z wzajemnością.
- Jade LaFontaine (Florencia Benítez) – narzeczona Germána. Jade pochodzi z zamożnej rodziny. Urodziła się bogata, lecz pewnego dnia traci swoją fortunę i, chcąc zachować poprzedni styl życia, postanawia poślubić Germána. Jade nie lubi Violetty, ponieważ musi z nią rywalizować o zainteresowanie Germána. W trzecim sezonie, wbrew sobie, zakochuje się w Nicolásie i wychodzi za niego.
- Matías LaFontaine (Joaquín Berthold) – brat Jade. Manipuluje nią, by zdobyć fortunę Germána, ale bardzo kocha siostrę.
- Lisandro Ramallo (Alfredo Allende) – prawa ręka Germána, jego powiernik i menadżer. Bardzo ceni swoją przestrzeń osobistą. Dobry przyjaciel Violetty. Na początku traktuje Olgę jako przyjaciółkę, ale szybko się w niej zakochuje.
- Olga Patricia Peña (Mirta Wons) – zabawna, rozmowna, spontaniczna i towarzyska. Jest szaleńczo zakochana w Ramallo i chce go poślubić.
- Pablo Galindo (Ezequiel Rodríguez) – dyrektor szkoły muzycznej. Najlepszy przyjaciel Angie.
- Gregorio Casal (Rodrigo Pedreira) – nauczyciel tańca w szkole muzycznej. Najmniej lubiany nauczyciel. Później okazuje się, że jest ojcem Diego.
- Roberto Benvenuto „Beto” (Pablo Sultani) – dziwaczny i nieprzewidywalny, a równocześnie miły i wrażliwy. Często daje odpowiedzi, które tylko on rozumie. Zanim Violetta zaczęła uczęszczać do szkoły muzycznej dawał jej indywidualne lekcje gry na fortepianie. Jego asystentem był Tomás.
- Jacqueline „Jackie” Saenz (Valentina Frione) – siostrzenica Antonia, nowa nauczycielka tańca, kocha się w Pablo, nie lubi Angie.
- Antonio Fernández Vallejo † (Alberto Fernández de Rosa) – właściciel szkoły muzycznej, wujek Jackie. Umiera w 21 odcinku trzeciego sezonu.
- Esmeralda di Pietro (Carla Pandolfi) – aktorka, została wynajęta przez Jade i Matíasa, aby zniszczyć związek Angie i Germána.
- Priscila Ferro (Florencia Ortiz) – matka Ludmiły. Zakochana w Germánie. Z pozoru jest miła, ale tak naprawdę jest złą i samolubną kobietą, która za wszelką cenę zdobędzie wszystko co chce, nawet kosztem swojej córki.
- Milton Vinícius (Rodrigo Frampton) – nowy nauczyciel śpiewu. Ma bardzo surowy charakter, a gdy przy nim są inni nauczyciele w Studiu, udaje miłego człowieka.
- Nicolás Galán (Nacho Gadano) – ojciec Clémenta. Wpływowy biznesmen zarządzający siecią hoteli. Chce, żeby jego syn miał w przyszłości biznesową karierę, i nie pozwala mu uczyć się muzyki w Studio On Beat. Pod koniec trzeciego sezonu akceptuje marzenia syna związane z muzyką. Zakochany w Jade i potem żeni się z nią.
- Marotti (Diego Alcalá) – producent portalu internetowego You-Mix, który nadawał reality show „Talenty 21” w Studiu.

## Wersja polska
Wersja polska: SDI Media Polska

Reżyseria: Joanna Węgrzynowska-Cybińska

Tłumaczenie:
- Sandra de Arana (odc. 1-4),
- Bartłomiej Pielak (odc. 5, 10-15, 70),
- Natalia Kiser (odc. 6-8, 16-18, 36-41, 45, 49-50, 66-68),
- Agnieszka Karkoszka (odc. 9, 19-20, 46-48, 75-77),
- Iwona Staniszewska (odc. 21-35, 51-65, 69, 71-74, 78-80),
- Kamila Goworek (odc. 42-44)

Dialogi:
- Berenika Wyrobek (odc. 10-11, 15-16, 21-22, 33-41, 47, 224, 226-228),
- Anna Wysocka,
- Anna Izdebska,
- Grzegorz Drojewski,
- Olga Świerk,
- Małgorzata Kochańska,
- Marcin Bartkiewicz,
- Karolina Sowińska

Dźwięk i montaż: Agata Chodyra

Kierownictwo produkcji: Beata Jankowska

Koordynator projektu: Ewa Krawczyk

Wystąpili:
- Agnieszka Mrozińska-Jaszczuk – Violetta Castillo
- Agnieszka Fajlhauer – Ángeles „Angie” Carrará
- Anna Gajewska – Jade LaFontaine
- Katarzyna Kozak – Olga Patricia Peña
- Justyna Bojczuk – Ludmiła Ferro
- Monika Pikuła –
  - Francesca Cauviglia,
  - głos z komputera (odc. 7)
- Magdalena Krylik – Camila Torres
- Magdalena Wasylik – Natalia „Naty” Vidal
- Jacek Król – Germán Castillo
- Waldemar Barwiński – Pablo Galindo
- Wojciech Paszkowski – Gregorio Casal
- Marek Robaczewski –
  - Antonio Fernández Vallejo,
  - głos w radiu (odc. 2),
  - ślusarz Atillio (odc. 2)
- Krzysztof Plewako-Szczerbiński – Matías LaFontaine
- Janusz Wituch – Lisandro Ramallo
- Tomasz Steciuk – Roberto Benvenuto „Beto”
- Karol Osentowski – León Vargas
- Wojciech Rotowski – Tomás Heredia
- Karol Jankiewicz – Andrés Calixto
- Miłosz Konkel – Maximiliano „Maxi” Ponte
- Artur Pontek – Napoleón „Napo” Ferro
- Krzysztof Gantner – Braco
- Jakub Mróz – Luca Cauviglia
- Julia Kołakowska-Bytner – Jacqueline „Jackie” Saenz
- Agnieszka Kunikowska – Esmeralda di Pietro
- Paulina Raczyło – Lara Jiménez
- Paulina Sacharczuk –
  - Ana,
  - nauczycielka włoskiego (odc. 108-110)
- Monika Rowińska –
  - Marcela Parodi,
  - Norma (odc. 82)
- Maja Konkel –
  - Ambar, córka Esmeraldy,
  - Martina, kuzynka Franceski (odc. 112)
- Aleksandra Kowalicka –
  - Lena,
  - dziewczyna na imprezie (odc. 214)
- Artur Kaczmarski –
  - ojciec Andrei (odc. 24),
  - Diego Carabelli (odc. 80),
  - stylista Alex (odc. 108-109),
  - ojciec Ludmiły (odc. 229-232)
- Piotr Bajtlik – Marotti
- Wit Apostolakis-Gluziński – Federico Paccini
- Mateusz Narloch – Broduey Silva
- Mateusz Rusin –
  - Seba, perkusista zespołu Rock Bones,
  - Simon (odc. 97),
  - Ross Lynch (odc. 229-230)
- Paweł Szczesny –
  - Oscar Cardozo,
  - kucharz Mario (odc. 38),
  - ubiegający się o stanowisko ogrodnika (odc. 58),
  - strażnik na torze motocrossowym (odc. 81),
  - strażnik na imprezie (odc. 81),
  - kapitan statku Sevilla (odc. 240)
- Beniamin Lewandowski – Marco Tavelli
- Izabella Bukowska-Chądzyńska – Priscila Ferro
- Klaudia Kuchtyk – Gery López
- Karolina Muszalak – Brenda
- Agata Paszkowska –
  - Matylda,
  - Andrea (odc. 23-31)
- Piotr Bąk – Nicolás Galán
- Łukasz Węgrzynowski – Diego Hernández
- Paweł Ciołkosz – Milton Vinícius
- Stefan Knothe – psycholog (odc. 28-29, 32, 35, 37, 39-40, 81, 98, 125-128, 133, 135-136, 166-167, 223, 226)
- Kamil Kula – Clément Galán

oraz:
- Agata Gawrońska-Bauman – guwernantka Elsa (odc. 1)
- Joanna Węgrzynowska-Cybińska –
  - głos na lotnisku (odc. 1),
  - Bertha (odc. 2),
  - Andrea (odc. 3),
  - pracowniczka w spa (odc. 4),
  - głos w telewizji (odc. 10),
  - głos w telefonie (odc. 11, 52, 76),
  - członkini komisji egzaminacyjnej (odc. 11, 13),
  - María Saramego (odc. 15),
  - uczennica (odc. 20, 44),
  - matka Andrei (odc. 24),
  - Clarissa (odc. 62),
  - producentka reality show (odc. 62),
  - Marcela (odc. 71-72),
  - aktorka mówiąca po francusku (odc. 84),
  - klientka Jade (odc. 88),
  - pani Ferretti (odc. 92),
  - głos w filmie (odc. 102),
  - Magdalena (odc. 125-126),
  - Rosita (odc. 136-137),
  - uliczny grajek – dziewczyna (odc. 152),
  - pokojówka (odc. 154)
- Julia Dołęga – Agustina
- Krzysztof Cybiński –
  - dostawca (odc. 1),
  - policjant (odc. 1-2, 4, 23-24, 28-29, 32-33, 41-42, 68, 72, 79, 92, 95, 112, 119),
  - szef z agencji guwernantek (odc. 3),
  - Luis Caldas (odc. 9),
  - urzędnik (odc. 23, 78-79, 209, 240),
  - kapitan statku (odc. 40),
  - uczeń (odc. 49),
  - ogrodnik (odc. 58),
  - strażak (odc. 77),
  - prowadzący karaoke (odc. 82-83),
  - kelner (odc. 90, 207, 239),
  - jeden z kucharzy w chińskiej restauracji (odc. 109, 111-115, 123-124),
  - pan Ferguson, dyrektor You-Mix (odc. 111),
  - pan Liu (odc. 116),
  - hydraulik (odc. 118),
  - pan Bermudez (odc. 120, 126, 138, 141, 146-148),
  - uliczny grajek – chłopak (odc. 152),
  - strażnik więzienny (odc. 153),
  - pan Randizani (odc. 156, 210),
  - agent nieruchomości (odc. 161),
  - strażnik (odc. 161),
  - gość na balu charytatywnym (odc. 162),
  - jeden z techników programu (odc. 162),
  - mechanik (odc. 165),
  - lekarz (odc. 166, 171),
  - szef Gery (odc. 168),
  - klient w restauracji (odc. 172),
  - taksówkarz (odc. 176),
  - przyjaciel Miltona (odc. 195-196, 198-199),
  - prezenter radiowy (odc. 199),
  - komornik (odc. 205),
  - prezenter wiadomości (odc. 206),
  - Teo 16 (odc. 207),
  - fotograf (odc. 233),
  - wspólnik Priscili (odc. 235-236),
  - kierownik hotelu (odc. 238)
- Jakub Jankiewicz – Hoco (odc. 4)
- Karol Wróblewski –
  - Rafa Palmer,
  - dziennikarz (odc. 220)
- Anna Sztejner –
  - mama Tomása (odc. 7, 9, 32),
  - kobieta (odc. 119),
  - Matylda, właścicielka pensjonatu (odc. 120),
  - znajoma Priscili (odc. 162),
  - gospodyni programu (odc. 163),
  - Noelia, nowa pokojówka (odc. 171-175, 177-179)
- Joanna Pach-Żbikowska – Laura, siostra Andrésa
- Bartosz Martyna –
  - inspektor policji (odc. 14, 41-42),
  - doktor Lombardo (odc. 23, 29, 41),
  - pan Améndola (odc. 29, 32),
  - reporter (odc. 40)
- Hubert Chłopicki – Charlie, producent muzyczny (odc. 17-22, 39-41)
- Grzegorz Żórawski –
  - realizator dźwięku (odc. 17, 20),
  - jeden z kucharzy w chińskiej restauracji (odc. 109, 111-115, 124),
  - właściciel roweru (odc. 112)
- Jadwiga Gryn –
  - Mara,
  - Libi,
  - Cynthia (odc. 22)
- Marek Moryc – Mistrz Zambrano
- Joanna Leszczyńska – Angélica Carrará
- Józef Pawłowski –
  - DJ,
  - Gustavo (odc. 34-37)
- Aleksander Kubiak – Peter, gitarzysta zespołu Rock Bones
- Jan Cięciara – Ivan, menadżer zespołu Rock Bones (odc. 34)
- Mariusz Krzemiński – łowca duchów #1 (odc. 37-38)
- Mieczysław Morański –
  - łowca duchów #2 (odc. 37-39),
  - Marcelo (odc. 118, 122, 126, 139),
  - mężczyzna w hotelu (odc. 161),
  - Philippe, szofer Nicolása (odc. 163-164, 169, 177-178),
  - lekarz (odc. 167, 171),
  - dyrektor Royal Auditorium (odc. 168),
  - Alejandro Vasquez (odc. 228-229, 232-234)
- Sławomir Pacek – komisarz policji (odc. 40)
- Miłogost Reczek – ojciec Tomása (odc. 46)
- Wojciech Chorąży –
  - detektyw (odc. 49-51, 56, 59-62, 64-67, 91-92, 95),
  - sprzątacz (odc. 83),
  - burmistrz (odc. 88-89)
- Grzegorz Pierczyński –
  - inspektor policji (odc. 51),
  - strażnik (odc. 60),
  - kamerzysta (odc. 61-62, 64, 66, 68),
  - Carlo Cauviglia, ojciec Franceski (odc. 128, 130-131)
- Cezary Kwieciński –
  - inspektor policji (odc. 52-53),
  - nauczyciel historii muzyki (odc. 53),
  - właściciel lokalu (odc. 91),
  - sprzedawca lodów (odc. 93),
  - Alfred (odc. 94-95),
  - mechanik (odc. 151)
- Radosław Popłonikowski – strażnik (odc. 53)
- Wojciech Machnicki – Jacinto LaFontaine
- Katarzyna Wolfke –
  - Emma Toledo,
  - fanka Violetty (odc. 62)
- Michał Podsiadło –
  - Martín Rosetti,
  - jeden z techników reality show (odc. 67),
  - jeden z chętnych na egzamin wstępny do Studia (odc. 161),
  - techniczny koncertu (odc. 161),
  - pasażer statku (odc. 238),
  - właściciel restauracji (odc. 239),
  - Paul, producent muzyczny (odc. 240)
- Olga Omeljaniec –
  - Valeria, kuzynka Brodueya,
  - pracowniczka na lotnisku (odc. 174)
- Marta Dobecka – Bridgit Mendler (odc. 91)
- Przemysław Wyszyński – uczeń (odc. 95)
- Grzegorz Drojewski – Bruno, członek zespołu College 11 (odc. 137-139)
- Bożena Furczyk – Ingrid (odc. 148-151, 156-158)
- Krzysztof Zakrzewski – Eugenio Gonzalez (odc. 152-153)
- Barbara Zielińska – Matylda, właścicielka pensjonatu (odc. 152)
- Joanna Rybka – Clara (odc. 160)
- Daria Morawiec – pracowniczka w hotelu (odc. 161)
- Małgorzata Kozłowska – nowa uczennica Studia (odc. 162)
- Anna Wodzyńska –
  - tancerka Carla Roa (odc. 174),
  - koleżanka Federico z pracy (odc. 174)
- Zuzanna Galia – Erica, kuzynka Diego
- Przemysław Niedzielski – uczeń (odc. 185)
- Beata Wyrąbkiewicz – kandydatka na nauczycielkę Violetty (odc. 186)
- Maciej Dybowski – uczeń (odc. 187)
- Jarosław Domin – pan Arla, przedstawiciel radia Ultra Mega Sound (odc. 194-196)
- Bartłomiej Magdziarz – Juan
- Sebastian Machalski – Felipe Díaz
- Magdalena Pawelec – reporterka (odc. 212)
- Krzysztof Szczepaniak – Ezequiel – reżyser teledysku (odc. 212-215, 221-224, 226-228)
- Adam Krylik – realizator dźwięku (odc. 219-220)
- Grzegorz Kwiecień – prawnik (odc. 220-221)
- Marta Markowicz – Malena Consiglieri
- Mateusz Ceran – Teo Lombardo
- Kacper Cybiński – Daniel Paladino
- Julia Głaszczka – Oriana Lambert
- Paulina Janczak – Sofía Ortega
- Maksymilian Michasiów – partner Camili w filmie (odc. 233)
- Robert Jarociński – pan Carmelo, organizator festiwalu (odc. 238)
- Jakub Szydłowski – taksówkarz Manolo (odc. 240)

i inni
Lektor: Agnieszka Mrozińska (odc. 80, 160, 240)

### Film koncertowy
Wersja polska: SDI Media Polska

Reżyseria: Joanna Węgrzynowska-Cybińska

Dialogi: Anna Izdebska

Udział wzięli:
- Agnieszka Mrozińska-Jaszczuk – Martina Stoessel
- Justyna Bojczuk – Mercedes Lambre
- Miłosz Konkel – Facundo Gambandé
- Karol Osentowski – Jorge Blanco
- Wit Apostolakis-Gluziński – Ruggero Pasquarelli
- Monika Pikuła – Lodovica Comello
- Dominika Sell – Veronica Peji – nauczycielka choreografii
- Magdalena Krylik – Candelaria Molfese
- Magdalena Wasylik – Alba Rico Navarro
- Mateusz Narloch – Samuel Nascimento
- Łukasz Węgrzynowski – Diego Dominguez
- Karol Jankiewicz – Nicolás Garnier
- Beniamin Lewandowski – Xabiani Ponce De León

oraz:
- Karol Wróblewski – jeden z producentów
- Paweł Ciołkosz – Francisco „Pancho” Cia – trener wokalny
- Adam Krylik – Sergio Mejia – choreograf

i inni
Lektor napisów ekranowych: Paweł Ciołkosz

### Film dokumentalny
Wersja polska: SDI Media Polska

Reżyseria: Joanna Węgrzynowska-Cybińska

Tłumaczenie: Iwona Staniszewska

Dialogi: Zofia Jaworowska

Koordynacja produkcji: Ewa Krawczyk

W wersji polskiej udział wzięli:
- Justyna Bojczuk – Mercedes Lambre
- Agnieszka Fajlhauer – Clara Alonso
- Katarzyna Kozak – Mirta Wons
- Magdalena Krylik – Candelaria Molfese
- Agnieszka Mrozińska-Jaszczuk – Martina Stoessel
- Monika Pikuła – Lodovica Comello
- Magdalena Wasylik – Alba Rico Navarro
- Wit Apostolakis-Gluziński – Ruggero Pasquarelli
- Karol Jankiewicz – Nicolás Garnier
- Miłosz Konkel – Facundo Gambandé
- Jacek Król – Diego Ramos
- Cezary Kwieciński – Reżyser
- Mateusz Narloch – Samuel Nascimento
- Karol Osentowski – Jorge Blanco
- Marek Robaczewski – Alberto Fernández de Rosa
- Wojciech Rotowski – Pablo Espinosa
- Tomasz Steciuk – Pablo Sultani
- Łukasz Węgrzynowski – Diego Dominguez

oraz:
- Tomasz Borkowski – Trener
- Krzysztof Cybiński – Klapser
- Bożena Furczyk – Mama
- Tomasz Olejnik – Kierownik
- Michał Podsiadło – Członek ekipy
- Anna Szymańczyk – Kobieta
- Bartosz Wesołowski – Dźwiękowiec
- Anna Wodzyńska – Trenerka
- Beata Wyrąbkiewicz – Kostiumografka

i inni
Lektor: Artur Kaczmarski

## Przegląd sezonów
| Seria | Seria    | Odcinki  | Odcinki | Oryginalna emisja | Oryginalna emisja    | Oryginalna emisja    | Oryginalna emisja    | Oryginalna emisja    | Oryginalna emisja   |
| Seria | Seria    | Odcinki  | Odcinki | Premiera          | Finał                | Premiera             | Finał                | Premiera             | Finał               |
| ----- | -------- | -------- | ------- | ----------------- | -------------------- | -------------------- | -------------------- | -------------------- | ------------------- |
|       | 1        | 80       | 40      | 14 maja 2012      | 6 lipca 2012         | 17 września 2012     | 16 listopada 2012    | 18 lutego 2013       | 10 maja 2013        |
|       | 1        | 80       | 40      | 3 września 2012   | 25 października 2012 | 19 listopada 2012    | 17 maja 2013         | 10 czerwca 2013      | 30 sierpnia 2013    |
|       | 2        | 80       | 40      | 29 kwietnia 2013  | 21 czerwca 2013      | 23 września 2013     | 28 listopada 2013    | 21 października 2013 | 31 stycznia 2014    |
|       | 2        | 80       | 40      | 19 sierpnia 2013  | 11 października 2013 | 4 kwietnia 2014      | 11 czerwca 2014      | 3 lutego 2014        | 23 maja 2014        |
|       | Koncert  | Koncert  | 1       | 3 kwietnia 2014   | 3 kwietnia 2014      | 9 maja 2014          | 9 maja 2014          | 9 maja 2014          | 9 maja 2014         |
|       | 3        | 80       | 20      | 28 lipca 2014     | 22 sierpnia 2014     | 22 września 2014     | 23 października 2014 | 10 listopada 2014    | 5 grudnia 2014      |
|       | 3        | 80       | 20      | 22 września 2014  | 17 października 2014 | 27 października 2014 | 27 listopada 2014    | 19 stycznia 2015     | 13 lutego 2015      |
|       | 3        | 80       | 20      | 17 listopada 2014 | 12 grudnia 2014      | 1 grudnia 2014       | 26 stycznia 2015     | 16 marca 2015        | 17 kwietnia 2015    |
|       | 3        | 80       | 20      | 12 stycznia 2015  | 6 lutego 2015        | 27 stycznia 2015     | 27 lutego 2015       | 18 maja 2015         | 12 czerwca 2015     |
|       | Dokument | Dokument | 1       | nieemitowany      | nieemitowany         | 2 października 2015  | 2 października 2015  | 9 października 2015  | 9 października 2015 |
|       | Film     | Film     | 1       | 2 czerwca 2016    | 2 czerwca 2016       | 6 maja 2016          | 6 maja 2016          | 1 lipca 2016         | 1 lipca 2016        |

## Lista odcinków

### Sezon 1 (2012)
| Nr                                                               | Tytuł                                                           | Premiera                                                      | Premiera w Polsce                                                                            |
| Część I: Su destino es hoy (Jej przeznaczenie zaczyna się teraz) |                                                                 |                                                               |                                                                                              |
| ---------------------------------------------------------------- | --------------------------------------------------------------- | ------------------------------------------------------------- | -------------------------------------------------------------------------------------------- |
| 1                                                                | Marzenia, piosenka Un sueño, una canción                        | 14 maja 2012 (Argentyna) 17 września 2012 (Hiszpania)         | 18 lutego 2013 (Disney Channel) 1 września 2014 (TVN 7) 3 lipca 2015 (TVN Fabuła)            |
| 2                                                                | Sekret, piosenka Un secreto, una canción                        | 15 maja 2012 (Argentyna) 18 września 2012 (Hiszpania)         | 19 lutego 2013 (Disney Channel) 2 września 2014 (TVN 7) 6 lipca 2015 (TVN Fabuła)            |
| 3                                                                | Zakochanie, piosenka Enamorarse, una canción                    | 16 maja 2012 (Argentyna) 19 września 2012 (Hiszpania)         | 20 lutego 2013 (Disney Channel) 3 września 2014 (TVN 7) 7 lipca 2015 (TVN Fabuła)            |
| 4                                                                | Rozczarowanie, piosenka Una desilusión, una canción             | 17 maja 2012 (Argentyna) 20 września 2012 (Hiszpania)         | 21 lutego 2013 (Disney Channel) 4 września 2014 (TVN 7) 8 lipca 2015 (TVN Fabuła)            |
| 5                                                                | Podejrzenie, piosenka Una sospecha, una canción                 | 18 maja 2012 (Argentyna) 24 września 2012 (Hiszpania)         | 22 lutego 2013 (Disney Channel) 5 września 2014 (TVN 7) 9 lipca 2015 (TVN Fabuła)            |
| 6                                                                | Oszustwo, piosenka Un engaño, una canción                       | 21 maja 2012 (Argentyna) 25 września 2012 (Hiszpania)         | 25 lutego 2013 (Disney Channel) 8 września 2014 (TVN 7) 10 lipca 2015 (TVN Fabuła)           |
| 7                                                                | Zagrożenie, piosenka Una amenaza, una canción                   | 22 maja 2012 (Argentyna) 26 września 2012 (Hiszpania)         | 26 lutego 2013 (Disney Channel) 9 września 2014 (TVN 7) 13 lipca 2015 (TVN Fabuła)           |
| 8                                                                | Pułapka, piosenka Una trampa, una canción                       | 23 maja 2012 (Argentyna) 27 września 2012 (Hiszpania)         | 27 lutego 2013 (Disney Channel) 10 września 2014 (TVN 7) 14 lipca 2015 (TVN Fabuła)          |
| 9                                                                | Rywalizacja, piosenka Una rivalidad, una canción                | 24 maja 2012 (Argentyna) 1 października 2012 (Hiszpania)      | 28 lutego 2013 (Disney Channel) 11 września 2014 (TVN 7) 15 lipca 2015 (TVN Fabuła)          |
| 10                                                               | Okazja, piosenka Una oportunidad, una canción                   | 25 maja 2012 (Argentyna) 2 października 2012 (Hiszpania)      | 1 marca 2013 (Disney Channel) 12 września 2014 (TVN 7) 16 lipca 2015 (TVN Fabuła)            |
| 11                                                               | Zakochanie, piosenka Enamorarse, una canción                    | 28 maja 2012 (Argentyna) 3 października 2012 (Hiszpania)      | 4 marca 2013 (Disney Channel) 15 września 2014 (TVN 7) 17 lipca 2015 (TVN Fabuła)            |
| 12                                                               | Okazja, piosenka Una oportunidad, una canción                   | 29 maja 2012 (Argentyna) 4 października 2012 (Hiszpania)      | 5 marca 2013 (Disney Channel) 16 września 2014 (TVN 7) 20 lipca 2015 (TVN Fabuła)            |
| 13                                                               | Podejrzenie, piosenka Una sospecha, una canción                 | 30 maja 2012 (Argentyna) 8 października 2012 (Hiszpania)      | 6 marca 2013 (Disney Channel) 17 września 2014 (TVN 7) 21 lipca 2015 (TVN Fabuła)            |
| 14                                                               | Sekret, piosenka Un secreto, una canción                        | 31 maja 2012 (Argentyna) 9 października 2012 (Hiszpania)      | 7 marca 2013 (Disney Channel) 18 września 2014 (TVN 7) 22 lipca 2015 (TVN Fabuła)            |
| 15                                                               | Sekret, piosenka Un secreto, una canción                        | 1 czerwca 2012 (Argentyna) 10 października 2012 (Hiszpania)   | 8 marca 2013 (Disney Channel) 19 września 2014 (TVN 7) 23 lipca 2015 (TVN Fabuła)            |
| 16                                                               | Zakochanie, piosenka Enamorarse, una canción                    | 4 czerwca 2012 (Argentyna) 11 października 2012 (Hiszpania)   | 11 marca 2013 (Disney Channel) 22 września 2014 (TVN 7) 24 lipca 2015 (TVN Fabuła)           |
| 17                                                               | Rozczarowanie, piosenka Una desilusión, una canción             | 5 czerwca 2012 (Argentyna) 15 października 2012 (Hiszpania)   | 12 marca 2013 (Disney Channel) 23 września 2014 (TVN 7) 27 lipca 2015 (TVN Fabuła)           |
| 18                                                               | Zakochanie, piosenka Enamorarse, una canción                    | 6 czerwca 2012 (Argentyna) 16 października 2012 (Hiszpania)   | 13 marca 2013 (Disney Channel) 24 września 2014 (TVN 7) 28 lipca 2015 (TVN Fabuła)           |
| 19                                                               | Pułapka, piosenka Una trampa, una canción                       | 7 czerwca 2012 (Argentyna) 17 października 2012 (Hiszpania)   | 14 marca 2013 (Disney Channel) 25 września 2014 (TVN 7) 29 lipca 2015 (TVN Fabuła)           |
| 20                                                               | Rozczarowanie, piosenka Una desilusión, una canción             | 8 czerwca 2012 (Argentyna) 18 października 2012 (Hiszpania)   | 15 marca 2013 (Disney Channel) 26 września 2014 (TVN 7) 30 lipca 2015 (TVN Fabuła)           |
| 21                                                               | Przyjaciel, piosenka Un amigo, una canción                      | 11 czerwca 2012 (Argentyna) 22 października 2012 (Hiszpania)  | 15 kwietnia 2013 (Disney Channel) 29 września 2014 (TVN 7) 31 lipca 2015 (TVN Fabuła)        |
| 22                                                               | Zakochanie, piosenka Enamorarse, una canción                    | 12 czerwca 2012 (Argentyna) 23 października 2012 (Hiszpania)  | 16 kwietnia 2013 (Disney Channel) 30 września 2014 (TVN 7) 3 sierpnia 2015 (TVN Fabuła)      |
| 23                                                               | Zakochanie, piosenka Enamorarse, una canción                    | 13 czerwca 2012 (Argentyna) 24 października 2012 (Hiszpania)  | 17 kwietnia 2013 (Disney Channel) 1 października 2014 (TVN 7) 4 sierpnia 2015 (TVN Fabuła)   |
| 24                                                               | Okazja, piosenka Una oportunidad, una canción                   | 14 czerwca 2012 (Argentyna) 25 października 2012 (Hiszpania)  | 18 kwietnia 2013 (Disney Channel) 2 października 2014 (TVN 7) 5 sierpnia 2015 (TVN Fabuła)   |
| 25                                                               | Zakochanie, piosenka Enamorarse, una canción                    | 15 czerwca 2012 (Argentyna) 26 października 2012 (Hiszpania)  | 19 kwietnia 2013 (Disney Channel) 3 października 2014 (TVN 7) 6 sierpnia 2015 (TVN Fabuła)   |
| 26                                                               | Pułapka, piosenka Una trampa, una canción                       | 18 czerwca 2012 (Argentyna) 29 października 2012 (Hiszpania)  | 22 kwietnia 2013 (Disney Channel) 4 października 2014 (TVN 7) 7 sierpnia 2015 (TVN Fabuła)   |
| 27                                                               | Rozczarowanie, piosenka Una desilusión, una canción             | 19 czerwca 2012 (Argentyna) 30 października 2012 (Hiszpania)  | 23 kwietnia 2013 (Disney Channel) 4 października 2014 (TVN 7) 10 sierpnia 2015 (TVN Fabuła)  |
| 28                                                               | Rywalizacja, piosenka Una rivalidad, una canción                | 20 czerwca 2012 (Argentyna) 31 października 2012 (Hiszpania)  | 24 kwietnia 2013 (Disney Channel) 4 października 2014 (TVN 7) 11 sierpnia 2015 (TVN Fabuła)  |
| 29                                                               | Rozczarowanie, piosenka Una desilusión, una canción             | 21 czerwca 2012 (Argentyna) 1 listopada 2012 (Hiszpania)      | 25 kwietnia 2013 (Disney Channel) 5 października 2014 (TVN 7) 12 sierpnia 2015 (TVN Fabuła)  |
| 30                                                               | Zagrożenie, piosenka Una amezana, una canción                   | 22 czerwca 2012 (Argentyna) 2 listopada 2012 (Hiszpania)      | 26 kwietnia 2013 (Disney Channel) 5 października 2014 (TVN 7) 13 sierpnia 2015 (TVN Fabuła)  |
| 31                                                               | Rywalizacja, piosenka Una rivalidad, una canción                | 25 czerwca 2012 (Argentyna) 5 listopada 2012 (Hiszpania)      | 29 kwietnia 2013 (Disney Channel) 11 października 2014 (TVN 7) 14 sierpnia 2015 (TVN Fabuła) |
| 32                                                               | Rozczarowanie, piosenka Una desilusión, una canción             | 26 czerwca 2012 (Argentyna) 6 listopada 2012 (Hiszpania)      | 30 kwietnia 2013 (Disney Channel) 11 października 2014 (TVN 7) 17 sierpnia 2015 (TVN Fabuła) |
| 33                                                               | Zakochanie, piosenka Enamorarse, una canción                    | 27 czerwca 2012 (Argentyna) 7 listopada 2012 (Hiszpania)      | 1 maja 2013 (Disney Channel) 11 października 2014 (TVN 7) 18 sierpnia 2015 (TVN Fabuła)      |
| 34                                                               | Pocałunek, piosenka Un beso, una canción                        | 28 czerwca 2012 (Argentyna) 8 listopada 2012 (Hiszpania)      | 2 maja 2013 (Disney Channel) 12 października 2014 (TVN 7) 19 sierpnia 2015 (TVN Fabuła)      |
| 35                                                               | Rywalizacja, piosenka Una rivalidad, una canción                | 29 czerwca 2012 (Argentyna) 9 listopada 2012 (Hiszpania)      | 3 maja 2013 (Disney Channel) 12 października 2014 (TVN 7) 20 sierpnia 2015 (TVN Fabuła)      |
| 36                                                               | Oszustwo, piosenka Un engaño, una canción                       | 2 lipca 2012 (Argentyna) 12 listopada 2012 (Hiszpania)        | 6 maja 2013 (Disney Channel) 18 października 2014 (TVN 7) 21 sierpnia 2015 (TVN Fabuła)      |
| 37                                                               | Rozczarowanie, piosenka Una deilusión, una canción              | 3 lipca 2012 (Argentyna) 13 listopada 2012 (Hiszpania)        | 7 maja 2013 (Disney Channel) 18 października 2014 (TVN 7) 24 sierpnia 2015 (TVN Fabuła)      |
| 38                                                               | Rozczarowanie, piosenka Una deilusión, una canción              | 4 lipca 2012 (Argentyna) 14 listopada 2012 (Hiszpania)        | 8 maja 2013 (Disney Channel) 18 października 2014 (TVN 7) 25 sierpnia 2015 (TVN Fabuła)      |
| 39                                                               | Zagrożenie, piosenka Una amenaza, una canción                   | 5 lipca 2012 (Argentyna) 15 listopada 2012 (Hiszpania)        | 9 maja 2013 (Disney Channel) 19 października 2014 (TVN 7) 26 sierpnia 2015 (TVN Fabuła)      |
| 40                                                               | Okazja, piosenka Una oportunidad, una canción                   | 6 lipca 2012 (Argentyna) 16 listopada 2012 (Hiszpania)        | 10 maja 2013 (Disney Channel) 19 października 2014 (TVN 7) 27 sierpnia 2015 (TVN Fabuła)     |
| Część II: Violetta está cambiando (Violetta się zmienia)         |                                                                 |                                                               |                                                                                              |
| 41                                                               | Mów, jeśli możesz Habla Si Puedes                               | 3 września 2012 (Argentyna) 19 listopada 2012 (Hiszpania)     | 10 czerwca 2013 (Disney Channel) 25 października 2014 (TVN 7) 28 sierpnia 2015 (TVN Fabuła)  |
| 42                                                               | Pakt, piosenka Un pacto, una canción                            | 4 września 2012 (Argentyna) 15 marca 2013 (Hiszpania)         | 11 czerwca 2013 (Disney Channel) 25 października 2014 (TVN 7) 31 sierpnia 2015 (TVN Fabuła)  |
| 43                                                               | Błąd, piosenka Un error, una canción                            | 5 września 2012 (Argentyna) 18 marca 2013 (Hiszpania)         | 12 czerwca 2013 (Disney Channel) 25 października 2014 (TVN 7) 1 września 2015 (TVN Fabuła)   |
| 44                                                               | Decyzja, piosenka Una decisión, una canción                     | 6 września 2012 (Argentyna) 19 marca 2013 (Hiszpania)         | 13 czerwca 2013 (Disney Channel) 26 października 2014 (TVN 7) 2 września 2015 (TVN Fabuła)   |
| 45                                                               | Strach, piosenka Un susto, una canción                          | 7 września 2012 (Argentyna) 20 marca 2013 (Hiszpania)         | 14 czerwca 2013 (Disney Channel) 26 października 2014 (TVN 7) 3 września 2015 (TVN Fabuła)   |
| 46                                                               | Pogodzenie, piosenka Un acercamiento, una canción               | 10 września 2012 (Argentyna) 21 marca 2013 (Hiszpania)        | 17 czerwca 2013 (Disney Channel) 1 listopada 2014 (TVN 7) 4 września 2015 (TVN Fabuła)       |
| 47                                                               | Przyjęcie, piosenka Una fiesta, una canción                     | 11 września 2012 (Argentyna) 25 marca 2013 (Hiszpania)        | 18 czerwca 2013 (Disney Channel) 1 listopada 2014 (TVN 7) 7 września 2015 (TVN Fabuła)       |
| 48                                                               | Ujawnienie, piosenka Una revelación, una canción                | 12 września 2012 (Argentyna) 26 marca 2013 (Hiszpania)        | 19 czerwca 2013 (Disney Channel) 1 listopada 2014 (TVN 7) 8 września 2015 (TVN Fabuła)       |
| 49                                                               | Ulga, piosenka Un alivio, una canción                           | 13 września 2012 (Argentyna) 27 marca 2013 (Hiszpania)        | 20 czerwca 2013 (Disney Channel) 2 listopada 2014 (TVN 7) 9 września 2015 (TVN Fabuła)       |
| 50                                                               | Podstęp, piosenka Una decepción, una canción                    | 14 września 2012 (Argentyna) 28 marca 2013 (Hiszpania)        | 21 czerwca 2013 (Disney Channel) 2 listopada 2014 (TVN 7) 10 września 2015 (TVN Fabuła)      |
| 51                                                               | Zwycięzca, piosenka Un ganador, una canción                     | 17 września 2012 (Argentyna) 1 kwietnia 2013 (Hiszpania)      | 24 czerwca 2013 (Disney Channel) 8 listopada 2014 (TVN 7) 11 września 2015 (TVN Fabuła)      |
| 52                                                               | Nowy kierunek, piosenka Un nuevo rumbo, una canción             | 18 września 2012 (Argentyna) 2 kwietnia 2013 (Hiszpania)      | 25 czerwca 2013 (Disney Channel) 8 listopada 2014 (TVN 7) 14 września 2015 (TVN Fabuła)      |
| 53                                                               | Podstęp, piosenka Una decepción, una canción                    | 19 września 2012 (Argentyna) 3 kwietnia 2013 (Hiszpania)      | 26 czerwca 2013 (Disney Channel) 8 listopada 2014 (TVN 7) 15 września 2015 (TVN Fabuła)      |
| 54                                                               | Rozmowa, piosenka Una charla, una canción                       | 20 września 2012 (Argentyna) 4 kwietnia 2013 (Hiszpania)      | 27 czerwca 2013 (Disney Channel) 9 listopada 2014 (TVN 7) 16 września 2015 (TVN Fabuła)      |
| 55                                                               | Nowy pomysł, piosenka Una nueva idea, una canción               | 21 września 2012 (Argentyna) 5 kwietnia 2013 (Hiszpania)      | 28 czerwca 2013 (Disney Channel) 9 listopada 2014 (TVN 7) 17 września 2015 (TVN Fabuła)      |
| 56                                                               | Pogodzenie, piosenka Un acercamiento, una canción               | 24 września 2012 (Argentyna) 8 kwietnia 2013 (Hiszpania)      | 1 lipca 2013 (Disney Channel) 15 listopada 2014 (TVN 7) 18 września 2015 (TVN Fabuła)        |
| 57                                                               | Konkurencja, piosenka Una competencia, una canción              | 25 września 2012 (Argentyna) 9 kwietnia 2013 (Hiszpania)      | 2 lipca 2013 (Disney Channel) 15 listopada 2014 (TVN 7) 21 września 2015 (TVN Fabuła)        |
| 58                                                               | Ryzyko, piosenka Un riesgo, una canción                         | 26 września 2012 (Argentyna) 10 kwietnia 2013 (Hiszpania)     | 3 lipca 2013 (Disney Channel) 15 listopada 2014 (TVN 7) 22 września 2015 (TVN Fabuła)        |
| 59                                                               | Zagrożenie, piosenka Una amenaza, una canción                   | 27 września 2012 (Argentyna) 11 kwietnia 2013 (Hiszpania)     | 4 lipca 2013 (Disney Channel) 16 listopada 2014 (TVN 7) 23 września 2015 (TVN Fabuła)        |
| 60                                                               | Niebezpieczeństwo, piosenka Un peligro, una canción             | 28 września 2012 (Argentyna) 15 kwietnia 2013 (Hiszpania)     | 5 lipca 2013 (Disney Channel) 22 listopada 2014 (TVN 7) 24 września 2015 (TVN Fabuła)        |
| 61                                                               | Kłamstwo, piosenka Una mentira que crece, una canción           | 1 października 2012 (Argentyna) 16 kwietnia 2013 (Hiszpania)  | 5 sierpnia 2013 (Disney Channel) 23 listopada 2014 (TVN 7) 25 września 2015 (TVN Fabuła)     |
| 62                                                               | Kłamstwo, piosenka Una mentira que crece, una canción           | 2 października 2012 (Argentyna) 17 kwietnia 2013 (Hiszpania)  | 6 sierpnia 2013 (Disney Channel) 29 listopada 2014 (TVN 7) 28 września 2015 (TVN Fabuła)     |
| 63                                                               | Niebezpieczeństwo, piosenka Un peligro, una canción             | 3 października 2012 (Argentyna) 18 kwietnia 2013 (Hiszpania)  | 7 sierpnia 2013 (Disney Channel) 30 listopada 2014 (TVN 7) 29 września 2015 (TVN Fabuła)     |
| 64                                                               | Publiczne głosowanie, piosenka El voto del público, una canción | 4 października 2012 (Argentyna) 22 kwietnia 2013 (Hiszpania)  | 8 sierpnia 2013 (Disney Channel) 6 grudnia 2014 (TVN 7) 30 września 2015 (TVN Fabuła)        |
| 65                                                               | Zemsta, piosenka Una venganza, una canción                      | 5 października 2012 (Argentyna) 23 kwietnia 2013 (Hiszpania)  | 9 sierpnia 2013 (Disney Channel) 7 grudnia 2014 (TVN 7) 1 października 2015 (TVN Fabuła)     |
| 66                                                               | Definicja, piosenka Una definición, una canción                 | 8 października 2012 (Argentyna) 24 kwietnia 2013 (Hiszpania)  | 12 sierpnia 2013 (Disney Channel) 13 grudnia 2014 (TVN 7) 2 października 2015 (TVN Fabuła)   |
| 67                                                               | Definicja, piosenka Una definición, una canción                 | 9 października 2012 (Argentyna) 25 kwietnia 2013 (Hiszpania)  | 13 sierpnia 2013 (Disney Channel) 20 grudnia 2014 (TVN 7) 5 października 2015 (TVN Fabuła)   |
| 68                                                               | Ujawnienie, piosenka Una revelación, una canción                | 10 października 2012 (Argentyna) 29 kwietnia 2013 (Hiszpania) | 14 sierpnia 2013 (Disney Channel) 21 grudnia 2014 (TVN 7) 6 października 2015 (TVN Fabuła)   |
| 69                                                               | Finał, piosenka Una final, una canción                          | 11 października 2012 (Argentyna) 30 kwietnia 2013 (Hiszpania) | 15 sierpnia 2013 (Disney Channel) 27 grudnia 2014 (TVN 7) 7 października 2015 (TVN Fabuła)   |
| 70                                                               | Zwycięzca, piosenka Un ganador, una canción                     | 12 października 2012 (Argentyna) 1 maja 2013 (Hiszpania)      | 16 sierpnia 2013 (Disney Channel) 28 grudnia 2014 (TVN 7) 8 października 2015 (TVN Fabuła)   |
| 71                                                               | Wyznanie, piosenka Una confesión, una canción                   | 15 października 2012 (Argentyna) 2 maja 2013 (Hiszpania)      | 19 sierpnia 2013 (Disney Channel) 3 stycznia 2015 (TVN 7) 9 października 2015 (TVN Fabuła)   |
| 72                                                               | Rozczarowanie, piosenka Una desilusión, una canción             | 16 października 2012 (Argentyna) 6 maja 2013 (Hiszpania)      | 20 sierpnia 2013 (Disney Channel) 4 stycznia 2015 (TVN 7) 12 października 2015 (TVN Fabuła)  |
| 73                                                               | Druga szansa, piosenka Una segunda chance, una canción          | 17 października 2012 (Argentyna) 7 maja 2013 (Hiszpania)      | 21 sierpnia 2013 (Disney Channel) 10 stycznia 2015 (TVN 7) 13 października 2015 (TVN Fabuła) |
| 74                                                               | Decyzja, piosenka Una decisión, una canción                     | 18 października 2012 (Argentyna) 8 maja 2013 (Hiszpania)      | 22 sierpnia 2013 (Disney Channel) 11 stycznia 2015 (TVN 7) 14 października 2015 (TVN Fabuła) |
| 75                                                               | Ujawnienie, piosenka Una revelación, una canción                | 19 października 2012 (Argentyna) 9 maja 2013 (Hiszpania)      | 23 sierpnia 2013 (Disney Channel) 17 stycznia 2015 (TVN 7) 15 października 2015 (TVN Fabuła) |
| 76                                                               | Trudna decyzja, piosenka Una decisión apresurada, una canción   | 22 października 2012 (Argentyna) 13 maja 2013 (Hiszpania)     | 26 sierpnia 2013 (Disney Channel) 18 stycznia 2015 (TVN 7) 16 października 2015 (TVN Fabuła) |
| 77                                                               | Ultimatum, piosenka Un ultimátum, una canción                   | 23 października 2012 (Argentyna) 14 maja 2013 (Hiszpania)     | 27 sierpnia 2013 (Disney Channel) 24 stycznia 2015 (TVN 7) 19 października 2015 (TVN Fabuła) |
| 78                                                               | Miłosna decyzja, piosenka Una decisión amorosa, una canción     | 24 października 2012 (Argentyna) 15 maja 2013 (Hiszpania)     | 28 sierpnia 2013 (Disney Channel) 25 stycznia 2015 (TVN 7) 20 października 2015 (TVN Fabuła) |
| 79                                                               | Niebezpieczeństwo, piosenka Un peligro, una canción             | 25 października 2012 (Argentyna) 16 maja 2013 (Hiszpania)     | 29 sierpnia 2013 (Disney Channel) 31 stycznia 2015 (TVN 7) 21 października 2015 (TVN Fabuła) |
| 80                                                               | Finał, piosenka Un final, una canción                           | 26 października 2012 (Argentyna) 17 maja 2013 (Hiszpania)     | 30 sierpnia 2013 (Disney Channel) 7 lutego 2015 (TVN 7) 22 października 2015 (TVN Fabuła)    |

### Sezon 2 (2013)
| Nr                                                                 | Tytuł                                                                 | Premiera                                                     | Premiera w Polsce    |
| Część I: Todo vuelve a comenzar (Wszystko zaczyna się od nowa)     |                                                                       |                                                              |                      |
| ------------------------------------------------------------------ | --------------------------------------------------------------------- | ------------------------------------------------------------ | -------------------- |
| 81                                                                 | Powrót, piosenka Un retorno, una canción                              | 29 kwietnia 2013 (Argentyna) 23 września 2013 (Hiszpania)    | 21 października 2013 |
| 82                                                                 | Nowa miłość, piosenka Un nuevo amor, una canción                      | 30 kwietnia 2013 (Argentyna) 24 września 2013 (Hiszpania)    | 22 października 2013 |
| 83                                                                 | Nowa tajemnica, piosenka Un nuevo secreto, una canción                | 1 maja 2013 (Argentyna) 25 września 2013 (Hiszpania)         | 23 października 2013 |
| 84                                                                 | Trudna decyzja, piosenka Una decisión apresurada, una canción         | 2 maja 2013 (Argentyna) 26 września 2013 (Hiszpania)         | 24 października 2013 |
| 85                                                                 | Pakt, piosenka Un pacto, una canción                                  | 3 maja 2013 (Argentyna) 30 września 2013 (Hiszpania)         | 25 października 2013 |
| 86                                                                 | Zemsta, piosenka Una venganza, una canción                            | 6 maja 2013 (Argentyna) 1 października 2013 (Hiszpania)      | 28 października 2013 |
| 87                                                                 | Głos, piosenka Una voz, una canción                                   | 7 maja 2013 (Argentyna) 2 października 2013 (Hiszpania)      | 29 października 2013 |
| 88                                                                 | Nowa sala, piosenka Un nuevo cuarto, una canción                      | 8 maja 2013 (Argentyna) 3 października 2013 (Hiszpania)      | 30 października 2013 |
| 89                                                                 | Przyjęcie, piosenka Una fiesta, una canción                           | 9 maja 2013 (Argentyna) 7 października 2013 (Hiszpania)      | 31 października 2013 |
| 90                                                                 | Ryzyko, piosenka Un riesgo, una canción                               | 10 maja 2013 (Argentyna) 8 października 2013 (Hiszpania)     | 1 listopada 2013     |
| 91                                                                 | Gwiazda, piosenka Una estrella, una canción                           | 13 maja 2013 (Argentyna) 9 października 2013 (Hiszpania)     | 4 listopada 2013     |
| 92                                                                 | Finał, piosenka Una final, una canción                                | 14 maja 2013 (Argentyna) 10 października 2013 (Hiszpania)    | 5 listopada 2013     |
| 93                                                                 | Wojna, piosenka Una guerra, una canción                               | 15 maja 2013 (Argentyna) 14 października 2013 (Hiszpania)    | 6 listopada 2013     |
| 94                                                                 | Powrót, piosenka Un retorno, una canción                              | 16 maja 2013 (Argentyna) 15 października 2013 (Hiszpania)    | 7 listopada 2013     |
| 95                                                                 | Gwiazda, piosenka Una estrella, una canción                           | 17 maja 2013 (Argentyna) 16 października 2013 (Hiszpania)    | 8 listopada 2013     |
| 96                                                                 | Gwiazda, piosenka Una estrella, una canción                           | 20 maja 2013 (Argentyna) 17 października 2013 (Hiszpania)    | 11 listopada 2013    |
| 97                                                                 | Zemsta, piosenka Una venganza, una canción                            | 21 maja 2013 (Argentyna) 21 października 2013 (Hiszpania)    | 12 listopada 2013    |
| 98                                                                 | Gregorio, piosenka Un Gregorio, una canción                           | 22 maja 2013 (Argentyna) 22 października 2013 (Hiszpania)    | 13 listopada 2013    |
| 99                                                                 | Głos, piosenka Una voz, una canción                                   | 23 maja 2013 (Argentyna) 23 października 2013 (Hiszpania)    | 14 listopada 2013    |
| 100                                                                | Nowa dziewczyna, piosenka Una nueva chica, una canción                | 24 maja 2013 (Argentyna) 24 października 2013 (Hiszpania)    | 15 listopada 2013    |
| 101                                                                | Przyjaciel, piosenka Un amigo, una canción                            | 27 maja 2013 (Argentyna) 28 października 2013 (Hiszpania)    | 18 listopada 2013    |
| 102                                                                | Pułapka, piosenka Una trampa, una canción                             | 28 maja 2013 (Argentyna) 29 października 2013 (Hiszpania)    | 19 listopada 2013    |
| 103                                                                | Rozczarowanie, piosenka Una desilusión, una canción                   | 29 maja 2013 (Argentyna) 30 października 2013 (Hiszpania)    | 20 listopada 2013    |
| 104                                                                | Zagrożenie, piosenka Una amenaza, una canción                         | 30 maja 2013 (Argentyna) 31 października 2013 (Hiszpania)    | 21 listopada 2013    |
| 105                                                                | Finał, piosenka Una final, una canción                                | 31 maja 2013 (Argentyna) 4 listopada 2013 (Hiszpania)        | 22 listopada 2013    |
| 106                                                                | Pocałunek, piosenka Un beso, una canción                              | 3 czerwca 2013 (Argentyna) 5 listopada 2013 (Hiszpania)      | 13 stycznia 2014     |
| 107                                                                | Wiadomość, piosenka Una noticia, una canción                          | 4 czerwca 2013 (Argentyna) 6 listopada 2013 (Hiszpania)      | 14 stycznia 2014     |
| 108                                                                | Nowa miłość, piosenka Un nuevo amor, una canción                      | 5 czerwca 2013 (Argentyna) 7 listopada 2013 (Hiszpania)      | 15 stycznia 2014     |
| 109                                                                | Rozczarowanie, piosenka Una desilusión, una canción                   | 6 czerwca 2013 (Argentyna) 11 listopada 2013 (Hiszpania)     | 16 stycznia 2014     |
| 110                                                                | Głos, piosenka Una voz, una canción                                   | 7 czerwca 2013 (Argentyna) 12 listopada 2013 (Hiszpania)     | 17 stycznia 2014     |
| 111                                                                | Przyjaciel, piosenka Un amigo, una canción                            | 10 czerwca 2013 (Argentyna) 13 listopada 2013 (Hiszpania)    | 20 stycznia 2014     |
| 112                                                                | Przyjaźń, piosenka Una amistad, una canción                           | 11 czerwca 2013 (Argentyna) 14 listopada 2013 (Hiszpania)    | 21 stycznia 2014     |
| 113                                                                | Trudna decyzja, piosenka Una decisión apresurada, una canción         | 12 czerwca 2013 (Argentyna) 18 listopada 2013 (Hiszpania)    | 22 stycznia 2014     |
| 114                                                                | Rozczarowanie, piosenka Una desilusión, una canción                   | 13 czerwca 2013 (Argentyna) 19 listopada 2013 (Hiszpania)    | 23 stycznia 2014     |
| 115                                                                | Gregorio, piosenka Un Gregorio, una canción                           | 14 czerwca 2013 (Argentyna) 20 listopada 2013 (Hiszpania)    | 24 stycznia 2014     |
| 116                                                                | Głos, piosenka Una voz, una canción                                   | 17 czerwca 2013 (Argentyna) 21 listopada 2013 (Hiszpania)    | 27 stycznia 2014     |
| 117                                                                | Rozczarowanie, piosenka Una desilusión, una canción                   | 18 czerwca 2013 (Argentyna) 25 listopada 2013 (Hiszpania)    | 28 stycznia 2014     |
| 118                                                                | Rozczarowanie, piosenka Una desilusión, una canción                   | 19 czerwca 2013 (Argentyna) 26 listopada 2013 (Hiszpania)    | 29 stycznia 2014     |
| 119                                                                | Nowa miłość, piosenka Un nuevo amor, una canción                      | 20 czerwca 2013 (Argentyna) 27 listopada 2013 (Hiszpania)    | 30 stycznia 2014     |
| 120                                                                | Show, piosenka Un show, una canción                                   | 21 czerwca 2013 (Argentyna) 28 listopada 2013 (Hiszpania)    | 31 stycznia 2014     |
| Część II: Un sueño a todo volumen (Marzenie wypowiedziane na głos) |                                                                       |                                                              |                      |
| 121                                                                | Głos, piosenka Una voz, una canción                                   | 19 sierpnia 2013 (Argentyna) 4 kwietnia 2014 (Hiszpania)     | 3 lutego 2014        |
| 122                                                                | Okazja, piosenka Una opotunidad, una canción                          | 20 sierpnia 2013 (Argentyna) 7 kwietnia 2014 (Hiszpania)     | 4 lutego 2014        |
| 123                                                                | Prawda, piosenka Una verdad, una canción                              | 21 sierpnia 2013 (Argentyna) 8 kwietnia 2014 (Hiszpania)     | 5 lutego 2014        |
| 124                                                                | Pułapka, piosenka Una trampa, una canción                             | 22 sierpnia 2013 (Argentyna) 9 kwietnia 2014 (Hiszpania)     | 6 lutego 2014        |
| 125                                                                | Rywalizacja, piosenka Una rivalidad, una canción                      | 23 sierpnia 2013 (Argentyna) 10 kwietnia 2014 (Hiszpania)    | 7 lutego 2014        |
| 126                                                                | Powrót, piosenka Un retorno, una canción                              | 26 sierpnia 2013 (Argentyna) 14 kwietnia 2014 (Hiszpania)    | 10 marca 2014        |
| 127                                                                | Rozczarowanie, piosenka Una desilusión, una canción                   | 27 sierpnia 2013 (Argentyna) 15 kwietnia 2014 (Hiszpania)    | 11 marca 2014        |
| 128                                                                | Przyjaciel, piosenka Un amigo, una canción                            | 28 sierpnia 2013 (Argentyna) 16 kwietnia 2014 (Hiszpania)    | 12 marca 2014        |
| 129                                                                | Nowy sekret, piosenka Un nuevo secreto, una canción                   | 29 sierpnia 2013 (Argentyna) 17 kwietnia 2014 (Hiszpania)    | 13 marca 2014        |
| 130                                                                | Niespodzianka, piosenka Una sorpresa, una canción                     | 30 sierpnia 2013 (Argentyna) 21 kwietnia 2014 (Hiszpania)    | 14 marca 2014        |
| 131                                                                | Finał, piosenka Una final, una canción                                | 2 września 2013 (Argentyna) 22 kwietnia 2014 (Hiszpania)     | 17 marca 2014        |
| 132                                                                | Niespodzianka, piosenka Una sorpresa, una canción                     | 3 września 2013 (Argentyna) 23 kwietnia 2014 (Hiszpania)     | 18 marca 2014        |
| 133                                                                | Miłość, piosenka Un amor, una canción                                 | 4 września 2013 (Argentyna) 24 kwietnia 2014 (Hiszpania)     | 19 marca 2014        |
| 134                                                                | Pocałunek, piosenka Un beso, una canción                              | 5 września 2013 (Argentyna) 28 kwietnia 2014 (Hiszpania)     | 20 marca 2014        |
| 135                                                                | Rywalizacja, piosenka Una rivalidad, una canción                      | 6 września 2013 (Argentyna) 29 kwietnia 2014 (Hiszpania)     | 21 marca 2014        |
| 136                                                                | Trudna decyzja, piosenka Una decisión apresurada, una canción         | 9 września 2013 (Argentyna) 30 kwietnia 2014 (Hiszpania)     | 24 marca 2014        |
| 137                                                                | Rozczarowanie, piosenka Una desilusión, una canción                   | 10 września 2013 (Argentyna) 1 maja 2014 (Hiszpania)         | 25 marca 2014        |
| 138                                                                | Wojna, piosenka Una guerra, una canción                               | 11 września 2013 (Argentyna) 5 maja 2014 (Hiszpania)         | 26 marca 2014        |
| 139                                                                | Zwycięzca, piosenka Un ganador, una canción                           | 12 września 2013 (Argentyna) 6 maja 2014 (Hiszpania)         | 27 marca 2014        |
| 140                                                                | Ujawniony sekret, piosenka Un secreto se ha revelado, una canción     | 13 września 2013 (Argentyna) 7 maja 2014 (Hiszpania)         | 28 marca 2014        |
| 141                                                                | Rozczarowanie, piosenka Una desilusión, una canción                   | 16 września 2013 (Argentyna) 8 maja 2014 (Hiszpania)         | 31 marca 2014        |
| 142                                                                | Zagrożenie, piosenka Una amenaza, una canción                         | 17 września 2013 (Argentyna) 12 maja 2014 (Hiszpania)        | 1 kwietnia 2014      |
| 143                                                                | Rozczarowanie, piosenka Una desilusión, una canción                   | 18 września 2013 (Argentyna) 13 maja 2014 (Hiszpania)        | 2 kwietnia 2014      |
| 144                                                                | Powrót, piosenka Un retorno, una canción                              | 19 września 2013 (Argentyna) 14 maja 2014 (Hiszpania)        | 3 kwietnia 2014      |
| 145                                                                | Wojna zespołów, piosenka Una guerra de bandas, una canción            | 20 września 2013 (Argentyna) 15 maja 2014 (Hiszpania)        | 4 kwietnia 2014      |
| 146                                                                | Zła wiadomość, piosenka Una mala noticia, una canción                 | 23 września 2013 (Argentyna) 19 maja 2014 (Hiszpania)        | 5 maja 2014          |
| 147                                                                | Nasza droga Nuestro Camino                                            | 24 września 2013 (Argentyna) 20 maja 2014 (Hiszpania)        | 6 maja 2014          |
| 148                                                                | Rozczarowanie, piosenka Una desilusión, una canción                   | 25 września 2013 (Argentyna) 21 maja 2014 (Hiszpania)        | 7 maja 2014          |
| 149                                                                | Smutna gwiazda, piosenka Una estrella está triste, una canción        | 26 września 2013 (Argentyna) 22 maja 2014 (Hiszpania)        | 8 maja 2014          |
| 150                                                                | Zwycięzca, piosenka Un ganador, una canción                           | 27 września 2013 (Argentyna) 26 maja 2014 (Hiszpania)        | 9 maja 2014          |
| 151                                                                | Wycieczka do Hiszpanii, piosenka Un viaje rumbo a España, una canción | 30 września 2013 (Argentyna) 27 maja 2014 (Hiszpania)        | 12 maja 2014         |
| 152                                                                | Problem, piosenka Un problema, una canción                            | 1 października 2013 (Argentyna) 28 maja 2014 (Hiszpania)     | 13 maja 2014         |
| 153                                                                | Podejrzenie, piosenka Una sospecha, una canción                       | 2 października 2013 (Argentyna) 10 czerwca 2014 (Hiszpania)  | 14 maja 2014         |
| 154                                                                | Zakochanie, piosenka Enamorarse, una canción                          | 3 października 2013 (Argentyna) 11 czerwca 2014 (Hiszpania)  | 15 maja 2014         |
| 155                                                                | Ujawniony sekret, piosenka Un secreto se ha revelado, una canción     | 4 października 2013 (Argentyna) 12 czerwca 2014 (Hiszpania)  | 16 maja 2014         |
| 156                                                                | Rozczarowanie, piosenka Una desilusión, una canción                   | 7 października 2013 (Argentyna) 16 czerwca 2014 (Hiszpania)  | 19 maja 2014         |
| 157                                                                | Konfrontacja, piosenka Un enfrentamiento, una canción                 | 8 października 2013 (Argentyna) 17 czerwca 2014 (Hiszpania)  | 20 maja 2014         |
| 158                                                                | Dobra wiadomość, piosenka Una buena noticia, una canción              | 9 października 2013 (Argentyna) 18 czerwca 2014 (Hiszpania)  | 21 maja 2014         |
| 159                                                                | Trudna decyzja, piosenka Una decisión apresurada, una canción         | 10 października 2013 (Argentyna) 19 czerwca 2014 (Hiszpania) | 22 maja 2014         |
| 160                                                                | Finałowe show, piosenka Un show final, una canción                    | 11 października 2013 (Argentyna) 20 czerwca 2014 (Hiszpania) | 23 maja 2014         |

### Film koncertowy (2014)
| F1 | Violetta En Vivo | Violetta: Koncert | 3 kwietnia 2014 (Argentyna) 9 maja 2014 (Hiszpania) | 9 maja 2014 |
| Film przedstawia koncert obsady serialu w Mediolanie oraz w Buenos Aires podczas trasy koncertowej Violetta En Vivo i nie jest związany z akcją serialu. |                  |                   |                                                     |             |

### Sezon 3 (2014–2015)
| Nr                                          | Tytuł                                                                                  | Premiera                                                       | Premiera w Polsce |
| Część I: Un nuevo sueño (Nowe marzenie)     |                                                                                        |                                                                |                   |
| ------------------------------------------- | -------------------------------------------------------------------------------------- | -------------------------------------------------------------- | ----------------- |
| 161                                         | Powrót, piosenka Un regreso, una canción                                               | 28 lipca 2014 (Argentyna) 22 września 2014 (Hiszpania)         | 10 listopada 2014 |
| 162                                         | Urodziny, piosenka Un cumpleaños, una canción                                          | 29 lipca 2014 (Argentyna) 23 września 2014 (Hiszpania)         | 11 listopada 2014 |
| 163                                         | Powitanie, piosenka Una bienvenida, una canción                                        | 30 lipca 2014 (Argentyna) 24 września 2014 (Hiszpania)         | 12 listopada 2014 |
| 164                                         | Romans, piosenka Un romance, una canción                                               | 31 lipca 2014 (Argentyna) 25 września 2014 (Hiszpania)         | 13 listopada 2014 |
| 165                                         | Cytat, piosenka Una cita, una canción                                                  | 1 sierpnia 2014 (Argentyna) 29 września 2014 (Hiszpania)       | 14 listopada 2014 |
| 166                                         | Rozczarowanie, piosenka Una desilusión, una canción                                    | 4 sierpnia 2014 (Argentyna) 30 września 2014 (Hiszpania)       | 17 listopada 2014 |
| 167                                         | Nowy romans, piosenka Un nuevo romance, una canción                                    | 5 sierpnia 2014 (Argentyna) 1 października 2014 (Hiszpania)    | 18 listopada 2014 |
| 168                                         | Problem, piosenka Un problema, una canción                                             | 6 sierpnia 2014 (Argentyna) 2 października 2014 (Hiszpania)    | 19 listopada 2014 |
| 169                                         | Rywalizacja, piosenka Una rivalidad, una canción                                       | 7 sierpnia 2014 (Argentyna) 6 października 2014 (Hiszpania)    | 20 listopada 2014 |
| 170                                         | Inauguracja, piosenka Una inauguración, una canción                                    | 8 sierpnia 2014 (Argentyna) 7 października 2014 (Hiszpania)    | 21 listopada 2014 |
| 171                                         | Podstęp, piosenka Una decepción, una canción                                           | 11 sierpnia 2014 (Argentyna) 8 października 2014 (Hiszpania)   | 24 listopada 2014 |
| 172                                         | Trudna decyzja, piosenka Una decisión apresurada, una canción                          | 12 sierpnia 2014 (Argentyna) 9 października 2014 (Hiszpania)   | 25 listopada 2014 |
| 173                                         | Zły romans, piosenka Un romance está mal, una canción                                  | 13 sierpnia 2014 (Argentyna) 13 października 2014 (Hiszpania)  | 26 listopada 2014 |
| 174                                         | Spotkanie, piosenka Un reencuentro, una canción                                        | 14 sierpnia 2014 (Argentyna) 14 października 2014 (Hiszpania)  | 27 listopada 2014 |
| 175                                         | Problem, piosenka Un problema, una canción                                             | 15 sierpnia 2014 (Argentyna) 15 października 2014 (Hiszpania)  | 28 listopada 2014 |
| 176                                         | Rywalizacja, piosenka Una rivalidad, una canción                                       | 18 sierpnia 2014 (Argentyna) 16 października 2014 (Hiszpania)  | 1 grudnia 2014    |
| 177                                         | Wiadomość, piosenka Una noticia, una canción                                           | 19 sierpnia 2014 (Argentyna) 20 października 2014 (Hiszpania)  | 2 grudnia 2014    |
| 178                                         | Konfrontacja, piosenka Un enfrentamiento, una canción                                  | 20 sierpnia 2014 (Argentyna) 21 października 2014 (Hiszpania)  | 3 grudnia 2014    |
| 179                                         | Rozmowa, piosenka Una charla, una canción                                              | 21 sierpnia 2014 (Argentyna) 22 października 2014 (Hiszpania)  | 4 grudnia 2014    |
| 180                                         | Trasa, która zmieniła wszystko, piosenka Una gira que lo cambio todo, una canción      | 22 sierpnia 2014 (Argentyna) 23 października 2014 (Hiszpania)  | 5 grudnia 2014    |
|                                             |                                                                                        |                                                                |                   |
| 181                                         | Śmierć, piosenka Una muerte, una canción                                               | 22 września 2014 (Argentyna) 27 października 2014 (Hiszpania)  | 19 stycznia 2015  |
| 182                                         | Rozczarowanie, piosenka Una desilusión, una canción                                    | 23 września 2014 (Argentyna) 28 października 2014 (Hiszpania)  | 20 stycznia 2015  |
| 183                                         | Spotkanie, piosenka Un reencuentro, una canción                                        | 24 września 2014 (Argentyna) 29 października 2014 (Hiszpania)  | 21 stycznia 2015  |
| 184                                         | Kostium, piosenka Un disfraz, una canción                                              | 25 września 2014 (Argentyna) 30 października 2014 (Hiszpania)  | 22 stycznia 2015  |
| 185                                         | Problem, piosenka Un problema, una canción                                             | 26 września 2014 (Argentyna) 3 listopada 2014 (Hiszpania)      | 23 stycznia 2015  |
| 186                                         | Utracona miłość, piosenka Un desamor, una canción                                      | 29 września 2014 (Argentyna) 4 listopada 2014 (Hiszpania)      | 26 stycznia 2015  |
| 187                                         | Związek, piosenka Una unión, una canción                                               | 30 września 2014 (Argentyna) 5 listopada 2014 (Hiszpania)      | 27 stycznia 2015  |
| 188                                         | Niebezpieczeństwo, piosenka Un peligro, una canción                                    | 1 października 2014 (Argentyna) 6 listopada 2014 (Hiszpania)   | 28 stycznia 2015  |
| 189                                         | Rezygnacja, piosenka Una renuncia, una canción                                         | 2 października 2014 (Argentyna) 10 listopada 2014 (Hiszpania)  | 29 stycznia 2015  |
| 190                                         | Ślub, piosenka Un casamiento, una canción                                              | 3 października 2014 (Argentyna) 11 listopada 2014 (Hiszpania)  | 30 stycznia 2015  |
| 191                                         | Kłamstwo, piosenka Una mentira que crece, una canción                                  | 6 października 2014 (Argentyna) 12 listopada 2014 (Hiszpania)  | 2 lutego 2015     |
| 192                                         | Decyzja, piosenka Una decisión, una canción                                            | 7 października 2014 (Argentyna) 13 listopada 2014 (Hiszpania)  | 3 lutego 2015     |
| 193                                         | Jedna miłość, piosenka Un por amor, una canción                                        | 8 października 2014 (Argentyna) 17 listopada 2014 (Hiszpania)  | 4 lutego 2015     |
| 194                                         | Sekret, piosenka Un secreto, una canción                                               | 9 października 2014 (Argentyna) 18 listopada 2014 (Hiszpania)  | 5 lutego 2015     |
| 195                                         | Kłamstwo narażone, piosenka Una mentira al descubierto, una canción                    | 10 października 2014 (Argentyna) 19 listopada 2014 (Hiszpania) | 6 lutego 2015     |
| 196                                         | Kłamstwo zakończone, piosenka Una mentira está por terminar, una canción               | 13 października 2014 (Argentyna) 20 listopada 2014 (Hiszpania) | 9 lutego 2015     |
| 197                                         | Miłość w niebezpieczeństwie, piosenka Un amor está en peligro, una canción             | 14 października 2014 (Argentyna) 24 listopada 2014 (Hiszpania) | 10 lutego 2015    |
| 198                                         | Wszystko dla miłości, piosenka Todo por un amor, una canción                           | 15 października 2014 (Argentyna) 25 listopada 2014 (Hiszpania) | 11 lutego 2015    |
| 199                                         | Smutna gwiazda, piosenka Una estrella está triste, una canción                         | 16 października 2014 (Argentyna) 26 listopada 2014 (Hiszpania) | 12 lutego 2015    |
| 200                                         | Zakończone kłamstwo, piosenka Una mentira ha terminado, una canción                    | 17 października 2014 (Argentyna) 27 listopada 2014 (Hiszpania) | 13 lutego 2015    |
| Część II: El sueño continúa (Marzenie trwa) |                                                                                        |                                                                |                   |
| 201                                         | Błąd, którego nie można przebaczyć, piosenka Un error que no tiene perdon, una canción | 17 listopada 2014 (Argentyna) 1 grudnia 2014 (Hiszpania)       | 16 marca 2015     |
| 202                                         | Miłość nie jest jeszcze stracona, piosenka El amor nose ha perdido, una canción        | 18 listopada 2014 (Argentyna) 2 grudnia 2014 (Hiszpania)       | 17 marca 2015     |
| 203                                         | Plan, aby rozdzielić, piosenka Un plan para separarlos, una canción                    | 19 listopada 2014 (Argentyna) 3 grudnia 2014 (Hiszpania)       | 18 marca 2015     |
| 204                                         | Punkt planu jest znany, piosenka Un plan está punto de saberse, una canción            | 20 listopada 2014 (Argentyna) 4 grudnia 2014 (Hiszpania)       | 19 marca 2015     |
| 205                                         | Związek wyszedł na jaw, piosenka Una relación salio a la luz, una canción              | 21 listopada 2014 (Argentyna) 9 grudnia 2014 (Hiszpania)       | 20 marca 2015     |
| 206                                         | Przyjaźń jest w niebezpieczeństwie, piosenka Una amistad está en peligro, una canción  | 24 listopada 2014 (Argentyna) 10 grudnia 2014 (Hiszpania)      | 23 marca 2015     |
| 207                                         | Przyjaźń jest w niebezpieczeństwie, piosenka Una amistad está en peligro, una canción  | 25 listopada 2014 (Argentyna) 11 grudnia 2014 (Hiszpania)      | 24 marca 2015     |
| 208                                         | Prawda, piosenka Una verdad, una canción                                               | 26 listopada 2014 (Argentyna) 15 grudnia 2014 (Hiszpania)      | 25 marca 2015     |
| 209                                         | Prawda, że to boli, piosenka Una verdad que duele, una canción                         | 27 listopada 2014 (Argentyna) 16 grudnia 2014 (Hiszpania)      | 26 marca 2015     |
| 210                                         | Pojednanie, piosenka Una reconciliatión, una canción                                   | 28 listopada 2014 (Argentyna) 17 grudnia 2014 (Hiszpania)      | 27 marca 2015     |
| 211                                         | Błąd, piosenka Un error, una canción                                                   | 1 grudnia 2014 (Argentyna) 18 grudnia 2014 (Hiszpania)         | 30 marca 2015     |
| 212                                         | Prawda, piosenka Una verdad, una canción                                               | 2 grudnia 2014 (Argentyna) 12 stycznia 2015 (Hiszpania)        | 31 marca 2015     |
| 213                                         | Trudna decyzja, piosenka Una decisión apresurada, una canción                          | 3 grudnia 2014 (Argentyna) 13 stycznia 2015 (Hiszpania)        | 1 kwietnia 2015   |
| 214                                         | Zagrożenie, piosenka Una amenaza, una canción                                          | 4 grudnia 2014 (Argentyna) 14 stycznia 2015 (Hiszpania)        | 2 kwietnia 2015   |
| 215                                         | Prawda wyszła na jaw, piosenka Una verdad salio a la luz, una canción                  | 5 grudnia 2014 (Argentyna) 15 stycznia 2015 (Hiszpania)        | 3 kwietnia 2015   |
| 216                                         | Marzenie się spełnia, piosenka Un sueño se hace realidad, una canción                  | 8 grudnia 2014 (Argentyna) 19 stycznia 2015 (Hiszpania)        | 13 kwietnia 2015  |
| 217                                         | Spotkanie, piosenka Un reencuentro, una canción                                        | 9 grudnia 2014 (Argentyna) 20 stycznia 2015 (Hiszpania)        | 14 kwietnia 2015  |
| 218                                         | Pojednanie, piosenka Una reconciliatión, una canción                                   | 10 grudnia 2014 (Argentyna) 21 stycznia 2015 (Hiszpania)       | 15 kwietnia 2015  |
| 219                                         | Rozmowa, piosenka Una charla, una canción                                              | 11 grudnia 2014 (Argentyna) 22 stycznia 2015 (Hiszpania)       | 16 kwietnia 2015  |
| 220                                         | Pocałunek, piosenka Un beso, una canción                                               | 12 grudnia 2014 (Argentyna) 26 stycznia 2015 (Hiszpania)       | 17 kwietnia 2015  |
|                                             |                                                                                        |                                                                |                   |
| 221                                         | Przyjaciel, piosenka Un amigo, una canción                                             | 12 stycznia 2015 (Argentyna) 27 stycznia 2015 (Hiszpania)      | 18 maja 2015      |
| 222                                         | Prawda o Priscili, piosenka La verdad sobre Priscila, una canción                      | 13 stycznia 2015 (Argentyna) 28 stycznia 2015 (Hiszpania)      | 19 maja 2015      |
| 223                                         | Powrót, piosenka Un retorno, una canción                                               | 14 stycznia 2015 (Argentyna) 29 stycznia 2015 (Hiszpania)      | 20 maja 2015      |
| 224                                         | Sposób, aby wybrać, piosenka Un camino a elegir, una canción                           | 15 stycznia 2015 (Argentyna) 2 lutego 2015 (Hiszpania)         | 21 maja 2015      |
| 225                                         | Wniosek, piosenka Una conclusión, una canción                                          | 16 stycznia 2015 (Argentyna) 3 lutego 2015 (Hiszpania)         | 22 maja 2015      |
| 226                                         | Pułapka, piosenka Una trampa, una canción                                              | 19 stycznia 2015 (Argentyna) 4 lutego 2015 (Hiszpania)         | 25 maja 2015      |
| 227                                         | Podejrzenie, piosenka Una sospecha, una canción                                        | 20 stycznia 2015 (Argentyna) 5 lutego 2015 (Hiszpania)         | 26 maja 2015      |
| 228                                         | Prawda wyszła na jaw, piosenka Una verdad salio a la luz, una canción                  | 21 stycznia 2015 (Argentyna) 9 lutego 2015 (Hiszpania)         | 27 maja 2015      |
| 229                                         | Wizyta, piosenka Una visita, una canción                                               | 22 stycznia 2015 (Argentyna) 10 lutego 2015 (Hiszpania)        | 28 maja 2015      |
| 230                                         | Wyjaśnienie, piosenka Un explicación, una canción                                      | 23 stycznia 2015 (Argentyna) 11 lutego 2015 (Hiszpania)        | 29 maja 2015      |
| 231                                         | Wyznanie, piosenka Un confesión, una canción                                           | 26 stycznia 2015 (Argentyna) 12 lutego 2015 (Hiszpania)        | 1 czerwca 2015    |
| 232                                         | Ujawnienie, piosenka Una revelación, una canción                                       | 27 stycznia 2015 (Argentyna) 16 lutego 2015 (Hiszpania)        | 2 czerwca 2015    |
| 233                                         | Odkrycie, piosenka Un descubrimiento, una canción                                      | 28 stycznia 2015 (Argentyna) 17 lutego 2015 (Hiszpania)        | 3 czerwca 2015    |
| 234                                         | Prawda, piosenka Una verdad, una canción                                               | 29 stycznia 2015 (Argentyna) 18 lutego 2015 (Hiszpania)        | 4 czerwca 2015    |
| 235                                         | Dobra wiadomość, piosenka Una buena noticia, una canción                               | 30 stycznia 2015 (Argentyna) 19 lutego 2015 (Hiszpania)        | 5 czerwca 2015    |
| 236                                         | Zrozumienie, piosenka Una comprensión, una canción                                     | 2 lutego 2015 (Argentyna) 23 lutego 2015 (Hiszpania)           | 8 czerwca 2015    |
| 237                                         | Przytul mnie i zobacz Abrázame y verás                                                 | 3 lutego 2015 (Argentyna) 24 lutego 2015 (Hiszpania)           | 9 czerwca 2015    |
| 238                                         | Wycieczka, piosenka Un viaje, una canción                                              | 4 lutego 2015 (Argentyna) 25 lutego 2015 (Hiszpania)           | 10 czerwca 2015   |
| 239                                         | Prawdziwa miłość, piosenka Un amor verdadero, una canción                              | 5 lutego 2015 (Argentyna) 26 lutego 2015 (Hiszpania)           | 11 czerwca 2015   |
| 240                                         | Ostatnia piosenka La última canción                                                    | 6 lutego 2015 (Argentyna) 27 lutego 2015 (Hiszpania)           | 12 czerwca 2015   |

### Film dokumentalny (2015)
| F2 | Violetta: The Journey Violetta: El Viaje | Violetta: Podróż | 26 września 2015 (Włochy) 2 października 2015 (Hiszpania) | 9 października 2015 |
| Film przedstawia koncert obsady serialu w Montpellier we Francji podczas trasy koncertowej Violetta Live, nagrania z castingów do serialu i wywiady z aktorami. Pokazuje długą drogę aktorów do międzynarodowej sławy. Film nie jest związany z akcją serialu. |                                          |                  |                                                           |                     |

### Film pełnometrażowy (2016)
| #  | Tytuł                            | Polski tytuł              | Premiera                                                                 | Premiera w Polsce |
| -- | -------------------------------- | ------------------------- | ------------------------------------------------------------------------ | ----------------- |
| F3 | Tini: El Gran Cambio de Violetta | Tini: Nowe życie Violetty | 4 maja 2016 (Francja) 6 maja 2016 (Hiszpania) 2 czerwca 2016 (Argentyna) | 1 lipca 2016      |

## Powiązane programy

### The U-Mix Show
W Argentynie od 19 maja 2012 roku nadawany był cotygodniowy program The U-Mix Show, który przedstawiał wywiady z aktorami podsumowując wyemitowane odcinki serialu Violetta. W Polsce program nie był nadawany.

### El V-log de Francesca
Jest to internetowy miniserial składający się z 10 odcinków, w którym główną i jedyną rolę odgrywa Lodovica Comello jako Francesca. Akcja rozgrywa się w jej sypialni, gdzie Francesca prowadzi swojego bloga i mówi o swoich przemyśleniach. Pierwszy odcinek pojawił się 10 czerwca 2012, a ostatni 22 października 2012 roku. Serial dostępny był również we Włoszech z dubbingiem na włoskiej stronie Disneya pod tytułem El videoblog de Francesca oraz w Brazylii jako O V-log de Francesca. W Polsce odcinki nie zostały udostępnione.

### Ludmila Cyberst@r
Internetowy miniserial składający się z 8 odcinków, dostępny na oficjalnym kanale Disney Channel Argentyna na platformie YouTube, w którym Mercedes Lambre wciela się w Ludmiłę. Pierwszy odcinek został udostępniony 1 czerwca 2012, a ostatni 17 września 2012 roku. W Polsce nie został udostępniony.

### Blog kulinarny Angie
Włoski oddział Disney Channel wyprodukował miniserial pod tytułem Blog kulinarny Angie, w którym Clara Alonso jako Angie oraz Mirta Wons jako Olga odgrywają główne role. Angie próbuje swoich sił w kuchni, a Olga jej w tym pomaga. Premiera pierwszej serii odbywała się od 9 czerwca do 24 października 2014 roku, natomiast premierowe odcinki drugiej serii odbywają się od 8 czerwca 2015 roku, chociaż dwa pierwsze odcinki zostały wyemitowane 3 kwietnia 2015 na Włoskim Disney Channel. W Polsce serial pojawił się 20 października 2014 roku na Disney Channel.

## Film

### Tini: Nowe życie Violetty
Tini: Nowe życie Violetty to adaptacja filmowa serialu. W filmie występują Martina Stoessel jako Violetta, Jorge Blanco jako León, Mercedes Lambre jako Ludmiła, Diego Ramos jako Germán i Clara Alonso jako Angie. Kręcenie filmu rozpoczęło się w październiku 2015 pomiędzy koncertami trasy Violetta Live i obejmowało głównie Sycylię, Hiszpanię i Argentynę, a zakończyło się w grudniu tego samego roku. Światowa premiera filmu odbyła się 4 maja 2016 roku, za to w Polsce film wszedł na ekrany kin 1 lipca 2016 roku.

## Trasy koncertowe

### Violetta En Vivo
Od 13 lipca 2013 roku do 3 marca 2014 roku odbywała się trasa koncertowa z bohaterami serialu pod nazwą Violetta En Vivo. Trasa przebiegała przez 13 krajów w Europie i Ameryce Łacińskiej.

### Violetta Live
Drugie tournée rozpoczęło się 3 stycznia 2015 roku w Europie pod nazwą Violetta Live. Trasa obejmowała 19 krajów. Aktorzy Lodovica Comello (Francesca), Nicolás Garnier (Andrés) i Xabiani Ponce De León (Marco) potwierdzili, że nie wezmą udziału w trasie. 27 kwietnia 2015 roku Ruggero Pasquarelli (Federico) ogłosił, że nie będzie brał udziału w 3 części trasy. 29 marca 2015 roku ekipa serialu zawitała do Polski, gdzie w Łodzi zagrała dwa koncerty. 20 sierpnia 2015 roku ekipa wróciła do Polski, gdzie 22 sierpnia zagrała jeden koncert w Warszawie, a 25 i 26 sierpnia 2015 roku kolejne dwa w Krakowie. Trasa zakończyła się 1 listopada 2015 roku.

## Dyskografia
| Rok  | Dane dot. albumu                                                                                                 |
| ---- | --- |
| 2012 | Violetta - Wydany: 5 czerwca 2012 - Wytwórnia: Walt Disney Records - Format: CD, digital download                |
| 2012 | Cantar es lo que soy - Wydany: 23 listopada 2012 - Wytwórnia: Walt Disney Records - Format: CD, digital download |
| 2013 | Hoy somos más - Wydany: 11 czerwca 2013 - Wytwórnia: Walt Disney Records - Format: CD, digital download          |
| 2013 | Violetta en Vivo - Wydany: 28 listopada 2013 - Wytwórnia: Walt Disney Records - Format: CD, digital download     |
| 2014 | Gira mi canción - Wydany: 18 lipca 2014 - Wytwórnia: Walt Disney Records - Format: CD, digital download          |
| 2014 | The Best of Violetta - Wydany: 9 grudnia 2014 - Wytwórnia: Walt Disney Records - Format: CD, digital download    |
| 2015 | Crecimos Juntos - Wydany: 20 marca 2015 - Wytwórnia: Walt Disney Records - Format: CD, digital download          |